# Weißenfels

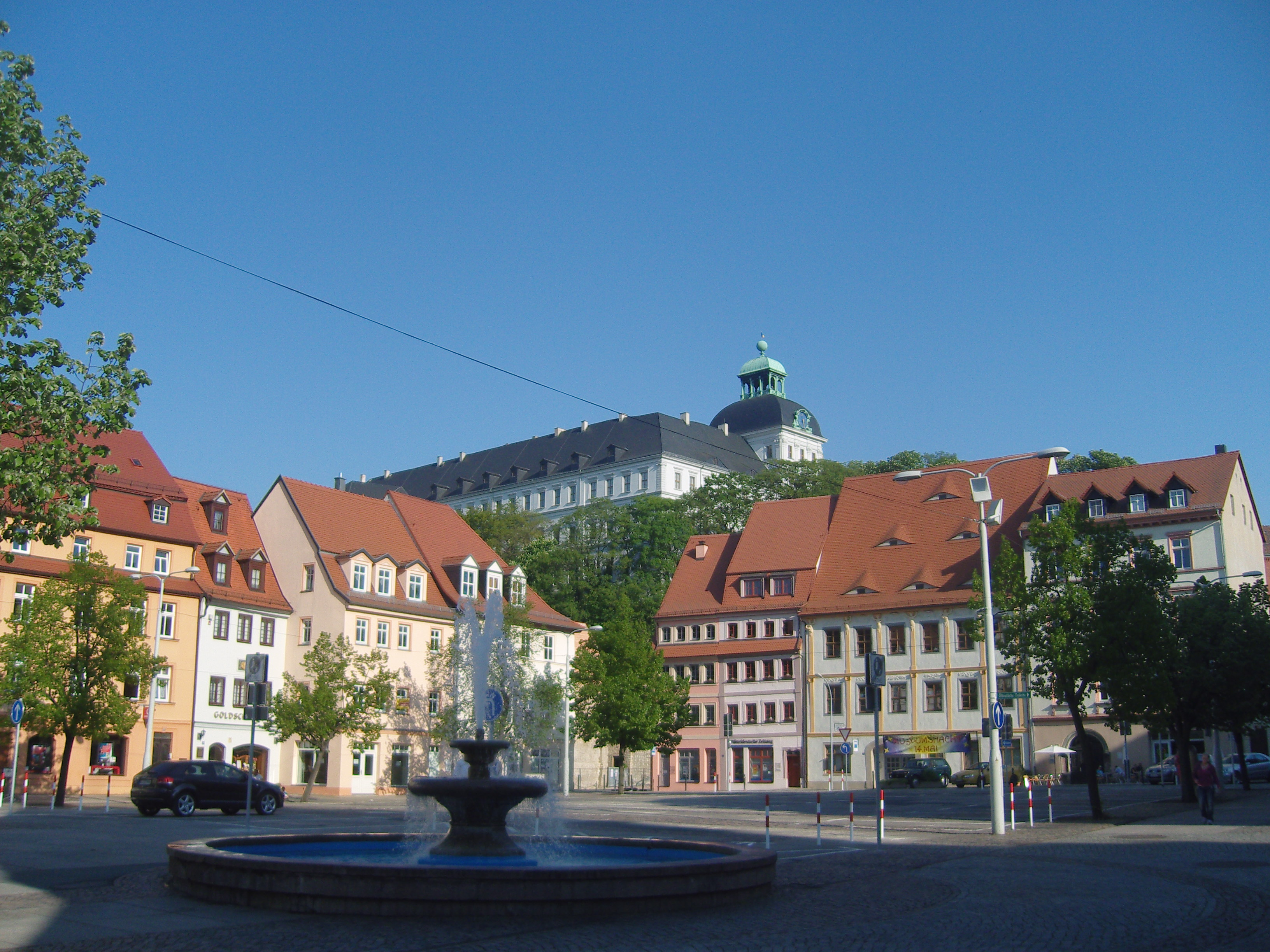
Blick vom Markt zum Schloss

Weißenfels ist eine Mittelstadt und mit 37.929 Einwohnern  die bevölkerungsreichste Stadt im Burgenlandkreis in Sachsen-Anhalt. Zur Stadt Weißenfels kamen 2010 weitere elf Ortsteile hinzu, die bis dahin eigenständige Gemeinden waren.
Sie war die Residenzstadt des Herzogtums Sachsen-Weißenfels, das von 1656 bis 1746 bestand. Von dieser Zeit und anderen Epochen künden das frühbarocke Schloss Neu-Augustusburg und weitere bedeutende Kulturdenkmale, vor allem in der Weißenfelser Kernstadt.

## Geographie
Weißenfels liegt am Austritt der mittleren Saale aus dem Buntsandsteingürtel des Thüringer Beckens in die Leipziger Tieflandsbucht, unweit der A 9, zwischen Halle/Saale (31 km) und Jena (40 km), 32 km südwestlich von Leipzig, im sogenannten Weißenfels-Jenaer Saaletal. Bedingt durch die Lage der Stadt im hier vergleichsweise engen Saaletal, variiert die Höhenlage der Stadt, hauptsächlich in den Stadtteilen östlich der Saale, beträchtlich. Die Höhe über Normalnull beträgt im Bereich des Marktplatzes etwa 100 m; im Bereich des Gewerbegebietes südwestlich der Bundeswehrkaserne liegt diese bei über 180 m (Eidechsenberg 183,50 m).
Teile der Kernstadt Weißenfels (Gebiet der Saaleauen) sowie die westlichen Ortsteile liegen im Naturpark Saale-Unstrut-Triasland, der sich, weiter an das Stadtgebiet anschließend, nach Südwesten ausbreitet. 
Im Stadtgebiet befinden sich mit der Einzellage Burgwerbener Herzogsberg sowie des Weinanbaus auf dem Igelsberg nahe Goseck die nordöstlichsten Weinberge des Qualitätswein-Anbaugebietes Saale-Unstrut.

### Stadtgliederung
| Ortschaft                                                                                           | Einwohner | Die Ortschaften von Weißenfels (anklickbare Karte) |
| --------------------------------------------------------------------------------------------------- | --------- | -------------------------------------------------- |
| Burgwerben                                                                                          | 01023     | Die Ortschaften von Weißenfels (anklickbare Karte) |
| Borau (mit Kleben, Selau)                                                                           | 00.647    | Die Ortschaften von Weißenfels (anklickbare Karte) |
| Großkorbetha (mit Gniebendorf und Kleinkorbetha)                                                    | 01923     | Die Ortschaften von Weißenfels (anklickbare Karte) |
| Langendorf (mit Kößlitz-Wiedebach, Muttlau, Ober- und Untergreißlau)                                | 02395     | Die Ortschaften von Weißenfels (anklickbare Karte) |
| Leißling                                                                                            | 01512     | Die Ortschaften von Weißenfels (anklickbare Karte) |
| Markwerben                                                                                          | 00.682    | Die Ortschaften von Weißenfels (anklickbare Karte) |
| Reichardtswerben (mit Bäumchen und Posendorf)                                                       | 01227     | Die Ortschaften von Weißenfels (anklickbare Karte) |
| Schkortleben (mit Kriechau)                                                                         | 00.593    | Die Ortschaften von Weißenfels (anklickbare Karte) |
| Storkau (mit Obschütz und Pettstädt)                                                                | 00.574    | Die Ortschaften von Weißenfels (anklickbare Karte) |
| Tagewerben                                                                                          | 00.811    | Die Ortschaften von Weißenfels (anklickbare Karte) |
| Uichteritz (mit Lobitzsch)                                                                          | 01394     | Die Ortschaften von Weißenfels (anklickbare Karte) |
| Weißenfels*                                                                                         | 28.565    | Die Ortschaften von Weißenfels (anklickbare Karte) |
| Wengelsdorf (mit Kraßlau und Leina)                                                                 | 00.905    | Die Ortschaften von Weißenfels (anklickbare Karte) |
| *) Keine Ortschaft im rechtlichen Sinne. Besitzt keinen Ortschaftsrat und keinen Ortsbürgermeister. |           |                                                    |

### Nachbargemeinden
Nachbargemeinden sind Leuna, Braunsbedra und Mücheln (alle drei im Saalekreis) im Norden, Goseck und Schönburg im Westen, Teuchern im Süden und Lützen und Bad Dürrenberg (Saalekreis) im Osten.

### Geologie
Weißenfels liegt regionalgeologisch auf der Halle-Merseburg-Scholle, am Übergang des Saale-Unstrut-Triaslandes zur Leipziger Tieflandsbucht. In der Kernstadt hat sich die Saale in jüngerer Zeit ein etwa 30 m tiefes Tal in einen Schichtstapel aus Sandsteinen und Tonsteinen des mittleren Buntsandsteins eingeschnitten. In ihrer Aue stehen die Lockergesteine des Auelehms und Saalekieses an. In der beginnenden Tieflandsbucht im Nordosten gibt es Lockersedimente des pleistozänen Geschiebemergels und tertiärer Sande, Tone und Kiese, die Braunkohleflöze beherbergen. Der überwiegende Teil der Hochflächen nördlich und südlich des Saaletals wird von sehr fruchtbaren Schwarzerdeböden als Verwitterungshorizont eines Flugsandes (Löß) des pleistozänen Eiszeitalters bedeckt.
Die Weißenfelser Neustadt nördlich des Hauptbahnhofs steht, ähnlich wie Naumburg (Saale), auf einer Hochterrasse der Saale. Zur Zeit ihrer Entstehung führte die Saale mehr Wasser als heute und hatte sich noch nicht so tief eingeschnitten. Später tiefte sich die Saale südlich des Bahnhofs auf das heutige Niveau ab.
In der gesamten Kernstadt kommen unabhängig davon anthropogene Auffüllungen aus der Zeit des Mittelalters bis zur Industrialisierung vor.

### Klima

Klimadiagramm von Weißenfels

Weißenfels liegt im subkontinental beeinflussten Klima des Binnenbecken- und Binnenhügellandes, auf der windabgewandten Seite der Mittelgebirge Thüringer Wald und Harz, einer der thermisch am meisten begünstigten Landschaften des mitteldeutschen Raumes. Die durchschnittliche Lufttemperatur in Weißenfels beträgt 9,3 °C, der jährliche Niederschlag 513 Millimeter (Stand 1. Januar 2001). Die Sonnenscheindauer beträgt etwa 1600 Stunden pro Jahr.

## Geschichte

### Besiedelung
Das Gebiet der mittleren Saale, also auch die Gegend um Weißenfels, ist seit mehreren Jahrtausenden bevorzugter Siedlungsraum. Archäologische Befunde zeigen eine mehr oder weniger durchgängige Besiedlung seit der Jungsteinzeit, also ab etwa 3000 vor Christus, sowie eine über 1000-jährige Bebauung des Burgberges.
Etwa seit dem 5. Jahrhundert vor unserer Zeitrechnung wurde dieser Landschaftsraum von Völkern besiedelt, die den Germanen zugerechnet werden. Der erste hier siedelnde, namentlich bekannte, Stamm sind zu Beginn unserer Zeitrechnung die zu den Herminonen oder Elbgermanen zählenden westgermanischen Hermunduren aus der Stammesgruppe der Sueben. Dass die Hermunduren Kontakte zum Römischen Reich besaßen, wird durch Funde, wie beispielsweise einer römischen Glasschale mit eingearbeiteten Rillen, bestätigt. Der Fund, der in Weißenfels zwischen 1875 und 1907/08 gemacht wurde, stammt aus einem Grabfeld der Römischen Kaiserzeit um 40–70 unserer Zeit. 
Im Zeitraum des 3./4. Jahrhunderts bildete sich vermutlich aus den Hermunduren, unter dem Zuzug von Angeln und Warnen und eventuell keltischen Siedlern, der Stamm der Thüringer. Andere Quellen/Wissenschaftler vermuten, dass die Therwingen, ein Teilstamm der Goten, als Ursprung der heutigen Thüringer anzunehmen sind.
Die Thüringer errichteten im 5. Jahrhundert ein Königreich, dessen Siedlungs- und wohl auch Herrschaftsschwerpunkte im Gebiet der mittleren Saale (beispielhaft sei der Helmfund in Stößen unweit von Weißenfels genannt) und unteren Unstrut, im zentralen Thüringer Becken sowie im östlichen Harzvorland (Mansfelder Land) lagen. Nach dem Untergang dieses Thüringer Reiches nach 534 fiel das Land unter fränkische Verwaltung. Die Siedlungsgebiete östlich der Saale wurden im 6./7. Jahrhundert größtenteils von den Germanen geräumt. In diese Landesteile wanderten westslawische Stämme ein, die etwa im 8./9. Jahrhundert die Saalelinie erreicht haben dürften. Auf dem Burgberg wurde ein slawischer Siedlungshorizont des ausgehenden 10. Jahrhunderts nachgewiesen, der bereits im frühen 11. Jahrhundert wieder aufgegeben wurde, was mit dem verstärkten Zuzug germanisch/fränkischer Siedler im Saaleraum zu begründen ist.

### 6. bis 9. Jahrhundert
Zwischen dem 6. und 9. Jahrhundert wurden die Herrschaftsgebiete der Franken in Gaue (Verwaltungsbezirke) eingeteilt. Im Hersfelder Zehntverzeichnis, das zwischen 880 und 899 entstand, werden einige Orte erstmals genannt, die heute zur Stadt Weißenfels gehören. Die Gegend westlich der Saale, inklusive des Gebietes der heutigen Neustadt, zählte damals zum altsächsisch/fränkischen Hassegau. Die Gegend der heutigen Altstadt zählte zum Gau Weitaha in der um 804 von Kaiser Karl dem Großen gegründeten Thüringer Mark, benannt nach dem Flüsschen Wethau, das zwischen Naumburg und Weißenfels in die Saale mündet. Die Reichsgrenze entlang der Saale wurde durch ein Netz aus Burgen gegen Angriffe aus dem Osten auf Reichsgebiet geschützt. Im Weißenfelser Stadtgebiet sind dazu im Hersfelder Verzeichnis des späten 9. Jahrhunderts drei Burgen benannt. Dabei handelt es sich um Uuirbineburg (Burgwerben), Vuirbinaburg (wohl Markwerben) und Suemeburg (ehemaliger Burgstandort bei Kraßlau/Leina).
Die damals fränkische Reichsabtei Hersfeld hatte einen bedeutenden Anteil an der christlichen Missionierung der thüringischen Germanen durch die Franken, die sich seit dem 8. Jahrhundert systematisch vom zentralen Thüringer Becken nach Norden und Osten ausbreitete. Die benannten Burgen und zugehörigen Ortschaften im heutigen Weißenfels bezeugen dabei die weitreichenden Besitzungen der Reichsabtei im nördlichen Thüringen.

### 10. bis 12. Jahrhundert

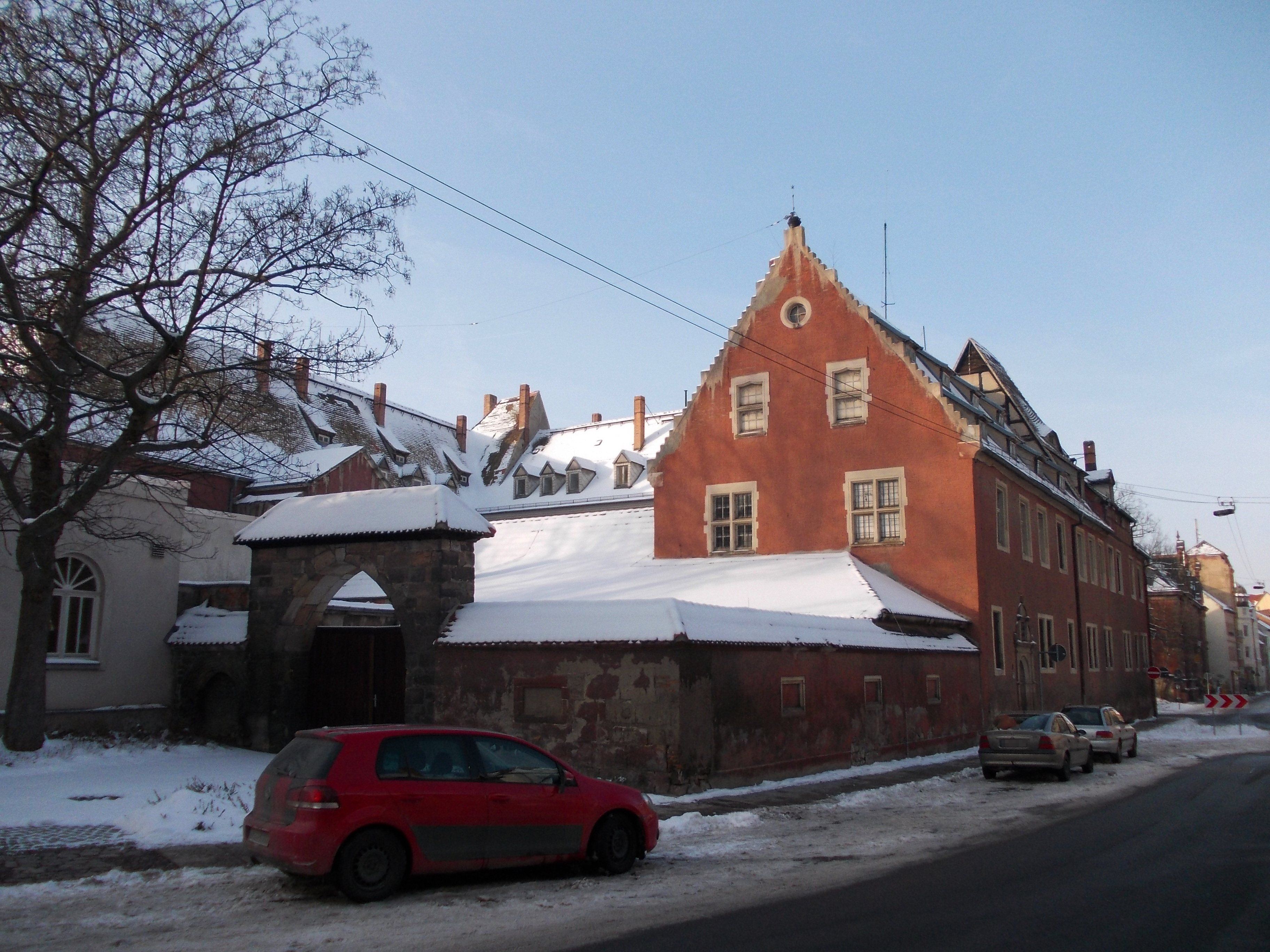
Ehemaliges St.-Klaren-Kloster (1283–1580)

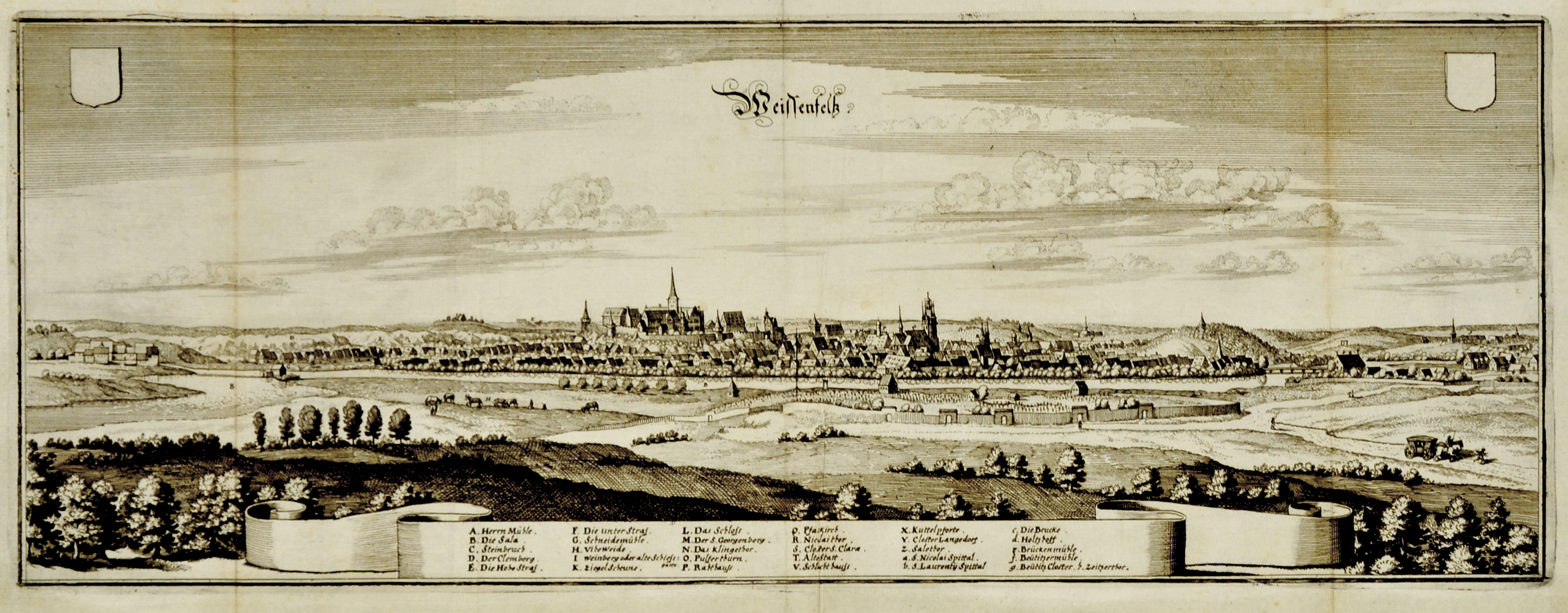
Weißenfels 1650

Schloss Weißenfels, Chromolithografie von Reinicke & Rubin

Die erste urkundliche Erwähnung einer Burg in Weißenfels findet zum Ende des 10. Jahrhunderts statt. Nach dem Jahre 965 wurden die Gebiete östlich der Saale bis über die Neiße hinaus in fünf Gebiete/Marken aufgeteilt. Eine dieser Marken war die Mark Zeitz, die auch das Gebiet der heutigen Altstadt umfasste. Im Jahre 985 wurde Ekkehard I., der aus dem an der Unstrutmündung gelegenen Sitz des thüringischen Adelsgeschlechtes der Ekkehardiner stammt, mit der Markgrafschaft Meißen-Merseburg-Zeitz belehnt und erhielt gleichzeitig das Weißenfelser Land als Lehen. Die Gegend der heutigen Weißenfelser Neustadt zählte im 10. und 11. Jahrhundert weiterhin zum Hassegau. Dieser wurde seit dem Jahr 1003 durch Burchard I. von Goseck erstmals durch einen Pfalzgrafen von Sachsen beherrscht. Nach dem Tod des letzten ekkehardinischen Markgrafen Ekkehard II. im Jahre 1046 kam das Gebiet der Altstadt sowie die Grafschaft Weißenfels an Friedrich II. von Goseck, den Pfalzgrafen von Sachsen, dem auch Teile der westsaalischen Weißenfelser Gebiete gehörten.
Die Burg in Markwerben auf dem Gotthardsberg war wahrscheinlich vom 9. bis zur Mitte des 13. Jahrhunderts im Besitz der Edlen von Werben und möglicherweise der Stammsitz dieses Adelsgeschlechtes. Die Burg in Burgwerben wurde im Jahre 1062 durch Adelheid von Weimar-Orlamünde, Tochter des Grafen Otto I. von Weimar-Orlamünde, in die Ehe mit dem Askanier Adalbert II. von Ballenstedt eingebracht. Die Burg blieb bis 1183 im Besitz der Askanier.
Über die Gründung einer fränkischen Grafschaft Weißenfels in karolingischer Zeit fehlen bislang eindeutige Nachweise. Jedoch ist diese im Jahr 988 im Besitz der Ekkehardiner. Diese kam, wie oben bereits beschrieben, im Jahr 1046 an den Pfalzgrafen Friedrich II. von Sachsen. Nach dem Tod Friedrichs III. im Jahr 1085 erwarb, nach Heirat der Witwe Friedrichs, Adelheid von Stade, Graf Ludwig der Springer von Thüringen einen großen Teil der pfalzgräflichen Besitzungen mit der Grafschaft Weißenfels.
Etwa 100 Jahre später war, in Folge von politischen Streitigkeiten, die Landgrafschaft Thüringen (Übertragung an die Ludowinger 1131) Ende des 12. Jahrhunderts ohne männliches Oberhaupt, was von benachbarten Landesfürsten ausgenutzt wurde. So kaufte im Jahre 1180 der wettinische Markgraf Otto „der Reiche“ von Meißen mehrere Herrschaften und Burgen in Thüringen. Damit kamen auch Burg und Grafschaft Weißenfels mit der unterhalb des Burgberges gelegenen deutschen Siedlung an die Meißner Markgrafen.
Weißenfels hat seit 1185 das Stadtrecht. Geographisch günstig gelegen, verliefen durch das Stadtgebiet zwei Handelsstraßen; eine davon die Via Regia (Königsstraße, auch Hohe Straße) vom Rhein bis nach Schlesien führend. Eine Saalefurt ermöglichte den Flussübergang. Durch die bereits vorhandene Burganlage wurde die entstehende Stadt zudem militärisch genutzt.
Im Laufe des Spätmittelalters und der beginnenden Neuzeit entwickelte sich eine handwerkliche Ausprägung der Stadt Weißenfels – besonders das Schneider- und Schusterhandwerk etablierte sich. Allerdings gab es bereits vor 1185 drei Dörfer auf dem heutigen Stadtgebiet. Das waren Tauchlitz (entlang des Greislaubaches), Horklitz (auf dem Georgenberg, später in Georgenberg umbenannt) und Klenkow(e)/Klingau, das später als Klingervorstadt eingegliedert wurde. Tauchlitz taucht erstmals 1047 in Dokumenten auf und Horklitz/Georgenberg wurde im 10. Jahrhundert erstmals erwähnt.

### 13. bis 18. Jahrhundert
Mit dem Aussterben der thüringischen Ludowinger im Jahre 1247 begann der Streit um die Landgrafschaft Thüringen. Die Burg Weißenfels, am Ostrand des alten ludowingischen Kernlandes und nunmehrigen Thüringer Erbes gelegen, bildete dabei einen wichtigen Streitpunkt im Thüringischen Erbfolgekrieg. Auf der Burg wurde am 1. Juli 1249 der „Weißenfelser Vertrag“ unterzeichnet. Mit diesem Vertrag erkannte der Großteil der thüringischen Grafen den Wettiner Heinrich III. von Meißen, den Erlauchten, als Landgrafen von Thüringen an.
Unter den Wettinern waren Burg und Stadt Weißenfels seit 1264 weitgehend, insbesondere im 14. und 15. Jahrhundert, Bestandteil der Landgrafschaft Thüringen. Mit dem Tod von Wilhelm III. im Jahr 1482, der als Landesherr (Landgraf) beispielsweise im Jahr 1452 die seitdem sogenannte „Herrenmühle“ erworben hatte, endete die Landgrafschaft Thüringen als selbständiges Herrschaftsgebiet. Die Landgrafschaft fiel an die Neffen Wilhelms, die Brüder Ernst und Albrecht von Sachsen. Im Ergebnis der Leipziger Teilung von 1485 kamen die Stadt und das Amt Weißenfels an die albertinische Linie der Wettiner. Zwischen 1547 und 1815 wurde Weißenfels dem Thüringer Kreis Kursachsens zugeordnet. Der Stadt kamen dabei, gerade im Zusammenhang als Residenzstadt des Herzogtums Sachsen-Weißenfels (1656–1746), zentrale Verwaltungsaufgaben zu.
Martin Luther soll 1518 auf dem Weg zum Reichstag nach Augsburg sowie 1521 auf seiner Reise zum Reichstag nach Worms in der Weißenfelser Marienkirche gepredigt haben. Am 3. Juni 1539 wurde in Weißenfels schließlich die Reformation eingeführt. 
1572 erhielt Sidonie von Sachsen von ihrem jüngeren Bruder, dem sächsischen Kurfürsten August, das Kloster Sankt Claren in Weißenfels mit allen Einkünften und Zinsen, wo sie bis zu ihrem Tod lebte. 

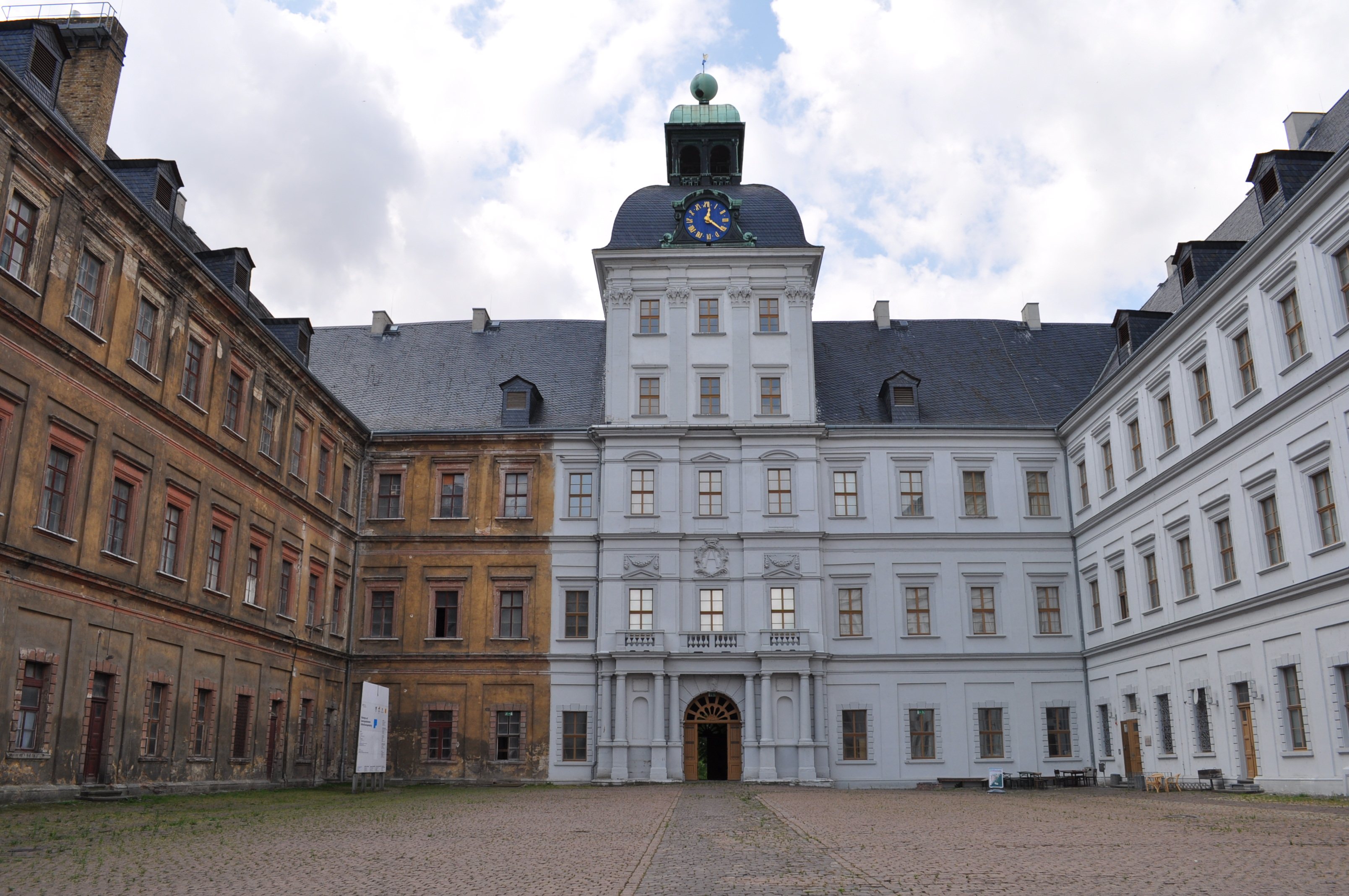
Schloss Neu-Augustusburg

Während des Dreißigjährigen Krieges wurde die Stadt stark geschwächt, die Bevölkerung sank von 2200 auf 960. Wenige Jahre nach Beendigung des Krieges erlebte Weißenfels einen wirtschaftlichen Aufschwung. Die Saalestadt wurde Residenz des Herzogtums Sachsen-Weißenfels. Das Schloss Neu-Augustusburg wurde ab 1660 durch Herzog August, Erzbischof von Magdeburg, den seit 1657 ersten Herzog der sächsischen Sekundogenitur Sachsen-Weißenfels, erbaut. Es wurde in der alten Burganlage errichtet, die 1644 von den Schweden während des Dreißigjährigen Krieges geschleift worden war. Sein Sohn, Johann Adolf I. von Sachsen-Weißenfels, ließ es vollenden. Auch die drei nachfolgenden Herzöge residierten hier bis 1746.
Im Jahre 1786 zog die Familie des zu dem Zeitpunkt 14 Jahre alten Friedrich von Hardenberg, später bekannt unter dem Namen Novalis, nach Weißenfels. Nach dem Studium nahm er eine Stelle als Akzessist bei der kursächsischen Salinendirektion an und veröffentlichte von hier aus seine Schriften. Im Jahre 1801 starb er im Alter von nur 29 Jahren im elterlichen Haus.

### 19. Jahrhundert

Karte von Weißenfels (1807)

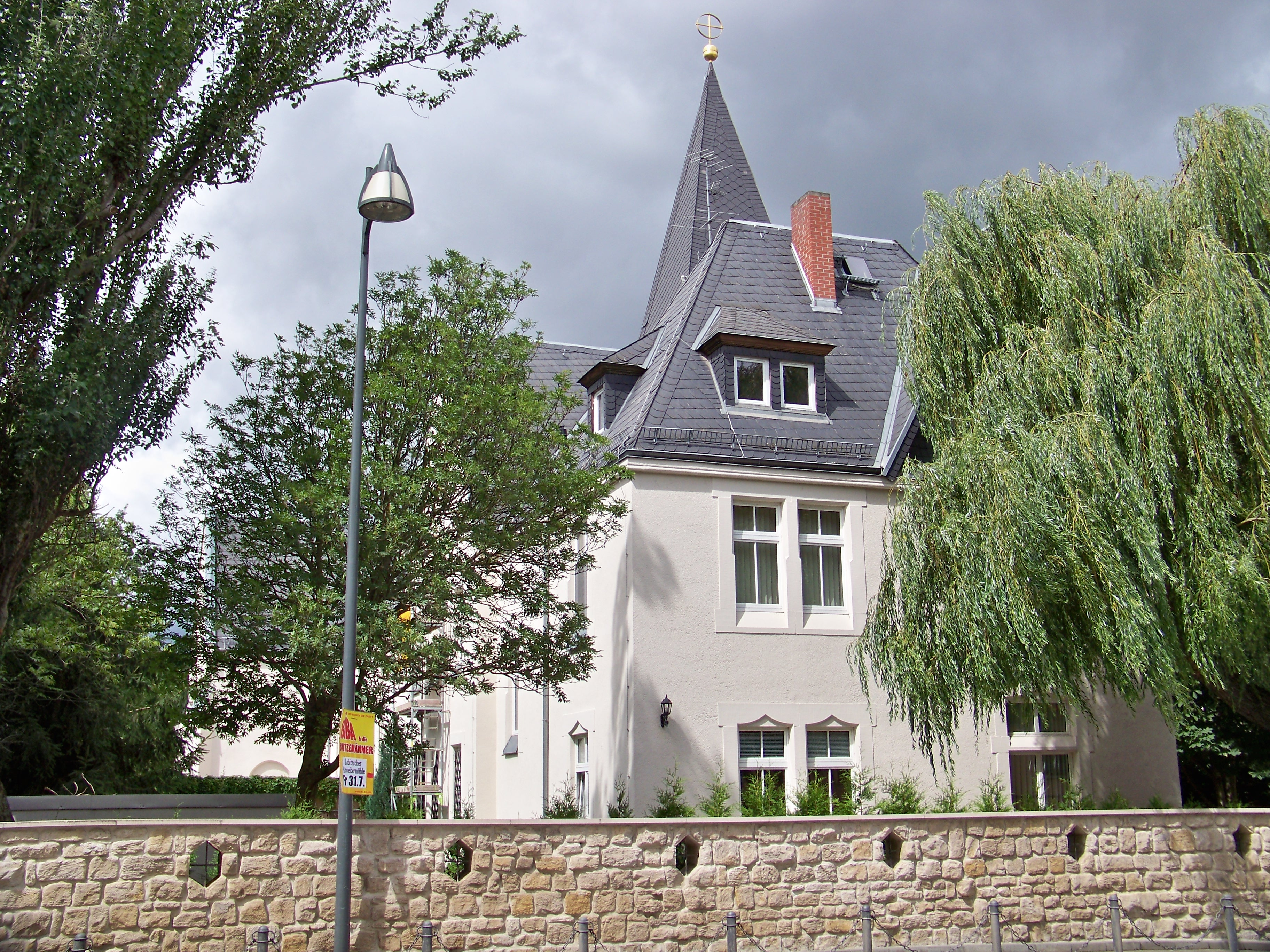
Katholische Kirche

Während der Befreiungskriege kam es auch bei Weißenfels zu Gefechten. Zunächst trafen am 29. April 1813 die Vorhut des Korps Ney unter Souham auf die russische Kavallerie unter Lanskoy. Die Kavallerie hatte den französischen Karrees nichts entgegenzusetzen und zog sich nach kurzen Gefecht hinter den Gruna-Bach zurück. Am 1. Mai unternahm der General Wintzigerode eine Erkundung in Richtung Weißenfels und stieß dort auf das 3. französische Korps, welches sich auf dem Weg nach Lützen befand. Die Franzosen bildeten vier Karrees, und obwohl die Hügel von russischer Artillerie besetzt war, gelang es einen Karree diese zu vertreiben. Winzigerode zog sich daraufhin zurück. Bei dem Angriff fielen 33 Franzosen, unter ihnen war der Marschall Bessières.
Auf Grund seines Bündnisses mit Frankreich musste Sachsen im Ergebnis des Wiener Kongresses 1815 seine nördlichen und westlichen Kreise, darunter auch seine sämtlichen Besitzungen in Thüringen, also den Thüringer Kreis mit Weißenfels, an das Königreich Preußen abtreten. Aus dem benannten Thüringer Kreis und anderen, weiter nördlich gelegenen Gebieten, wie Merseburg, Halle, Halberstadt, Magdeburg, Torgau, Wittenberg, Stendal und Salzwedel wurde die neue preußische Provinz Sachsen gebildet. Der Niedere Distrikt des Thüringer Kreises mit Weißenfels wurde dem Regierungsbezirk Merseburg zugeschlagen; der Obere Distrikt bildete größtenteils den Regierungsbezirk Erfurt. Seit dem 1. Oktober 1816 war Weißenfels Kreisstadt des Landkreises Weißenfels im Regierungsbezirk Merseburg der preußischen Provinz Sachsen. Ab dem 1. April 1899 bildete die Stadtgemeinde Weißenfels einen eigenen Stadtkreis, der Sitz des Landkreises verblieb jedoch in der Stadt.
Ende des 18. Jahrhunderts, aber vor allem im 19. Jahrhundert erlebt das Gebiet um Weißenfels einen wirtschaftlichen Aufschwung. Ab 1764 wurde Kohle gefördert und infolge der zunehmenden Industrialisierung ab Mitte des 19. Jahrhunderts setzte eine rasante Entwicklung zu einem wachsenden Industriestandort ein. Es entstanden viele Fabriken, besonders der Schuhherstellung kam in der Stadt Weißenfels eine besondere Bedeutung zu. 1895 bestanden allein 45 Schuh- und Schaftfabriken. 1846 erhielt Weißenfels Anschluss an die Thüringer Bahn, was die Wirtschaftsentwicklung der Stadt weiter förderte. Die Industrialisierung führte dazu, dass Arbeitskräfte aus dem überwiegend katholischen Eichsfeld, dem Sauerland, aus dem preußischen Schlesien und Böhmen angezogen wurden. Für diese wurde im Jahr 1873 eine katholische Kirche eingeweiht.

### 20. Jahrhundert bis zur Gegenwart

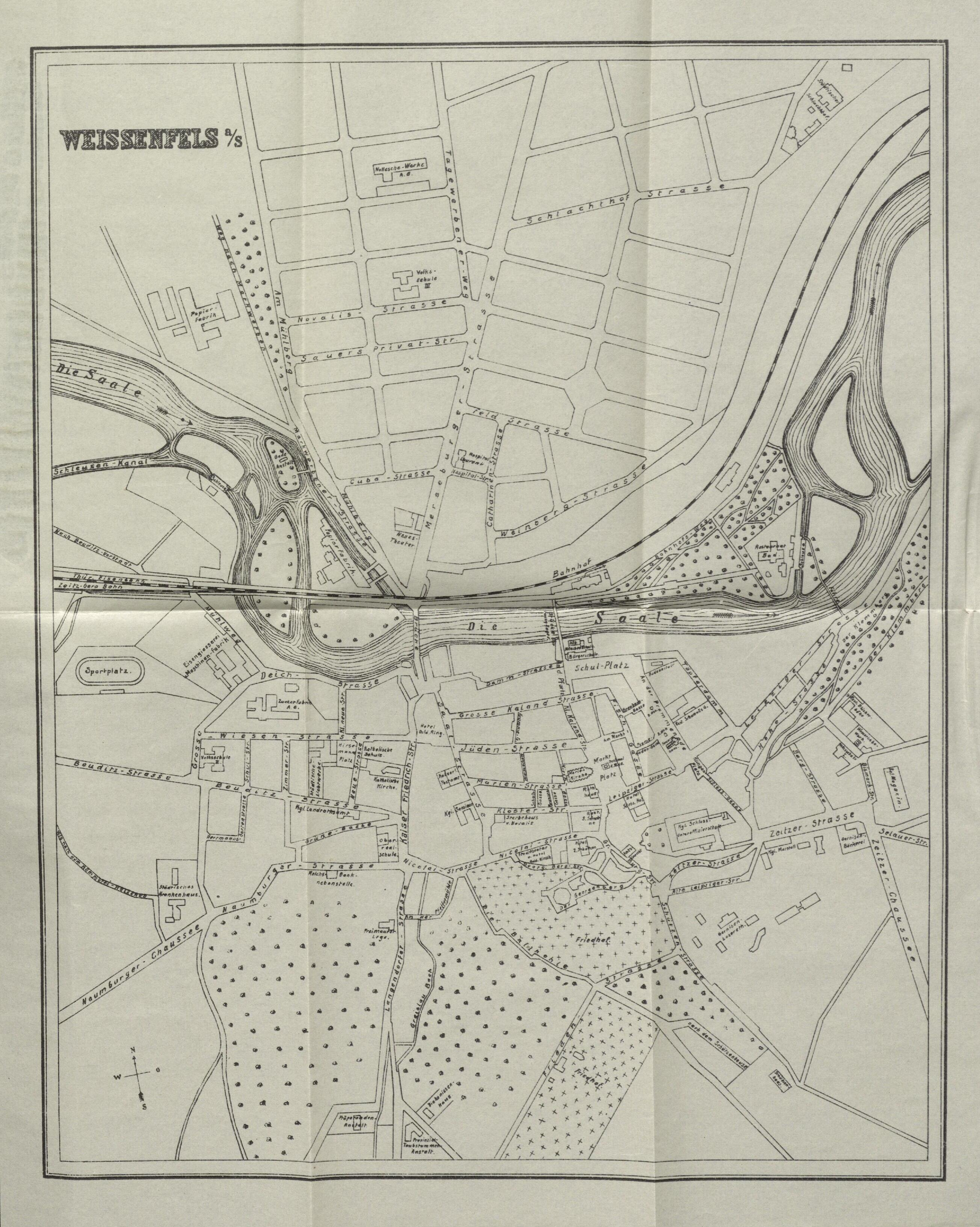
Stadtplan von Weißenfels (1903)

Vor 1900 bis zum Ersten Weltkrieg war Weißenfels ein Zentrum der Fehverarbeitung, dem Fell des russischen Eichhörnchens. Als die erste Fehhandlung überhaupt wird die Firma J. C. Keller & Sohn in Weißenfels genannt. In der Stadt beschäftigten sich fast alle berufstätigen Frauen bis zur Einführung der Pelznähmaschine im ersten Drittel des 20. Jahrhunderts in Heimarbeit mit dem Nähen von Fehfuttern, einem Zwischenprodukt zum Anfertigen von Pelzfuttern und Pelzen. Ein englisches Pelzfachbuch aus dem Jahr 1903 vermerkt, „die besten werden im deutschen Weißenfels zugerichtet und sortiert. Und zwar ist dieser kleine Ort, Weißenfels in der ganzen Welt bekannt für seine Fehfelle und -futter. 500.000 Fehfelle werden jährlich zugerichtet, sie verschaffen 6000 Arbeitern, Frauen und Kindern Beschäftigung“.
In der Umgebung entstanden dann die großen Chemiewerke Leuna (ab 1916) und Buna (ab 1936), deren Beschäftigungspotenzial bis nach Weißenfels reichte. In diesen Jahren wurde zudem das kulturelle Angebot der Stadt ausgebaut. Volkshochschule, Stadttheater und Volksbühne sollten der Bevölkerung auch Literatur, Kunst und Musik näher bringen. Am 18. Oktober 1928 wurde das moderne Lichtspieltheater Gloria eingeweiht, das heute leersteht.
In der Zeit des Nationalsozialismus wurden politische Gegner des NS-Regimes und andere Gruppen, die nicht in das Bild der „arischen Volksgemeinschaft“ passten, verfolgt und viele von ihnen ermordet. Die Synagoge in der Nordstraße 14 wurde in der Pogromnacht 1938 zerstört.
Am 12. April 1945 erreichen Truppen der US-Armee die Stadt. Die Kämpfe dauern bis zum 15. April 1945 an. Nach einem Vierteljahr verließen die Amerikaner Anfang Juli 1945 die Stadt und übergaben diese an die sowjetische Besatzungsmacht. Mit Auflösung des Staates Preußen durch den Alliierten Kontrollrat im Jahr 1947 wurde Weißenfels Bestandteil des neu gegründeten Landes Sachsen-Anhalt.
Die in den 1930er Jahren bei der Aufrüstung der Wehrmacht erbauten Kasernen an der Zeitzer Straße und Selauer Straße (Straßburg-Kaserne) wurden nach 1945 von der KVP und NVA der DDR bzw. den sowjetischen/russischen Truppen belegt. Der Abzug der russischen Truppen erfolgte 1992. Die Sachsen-Anhalt-Kaserne wird bis heute von der Bundeswehr genutzt.

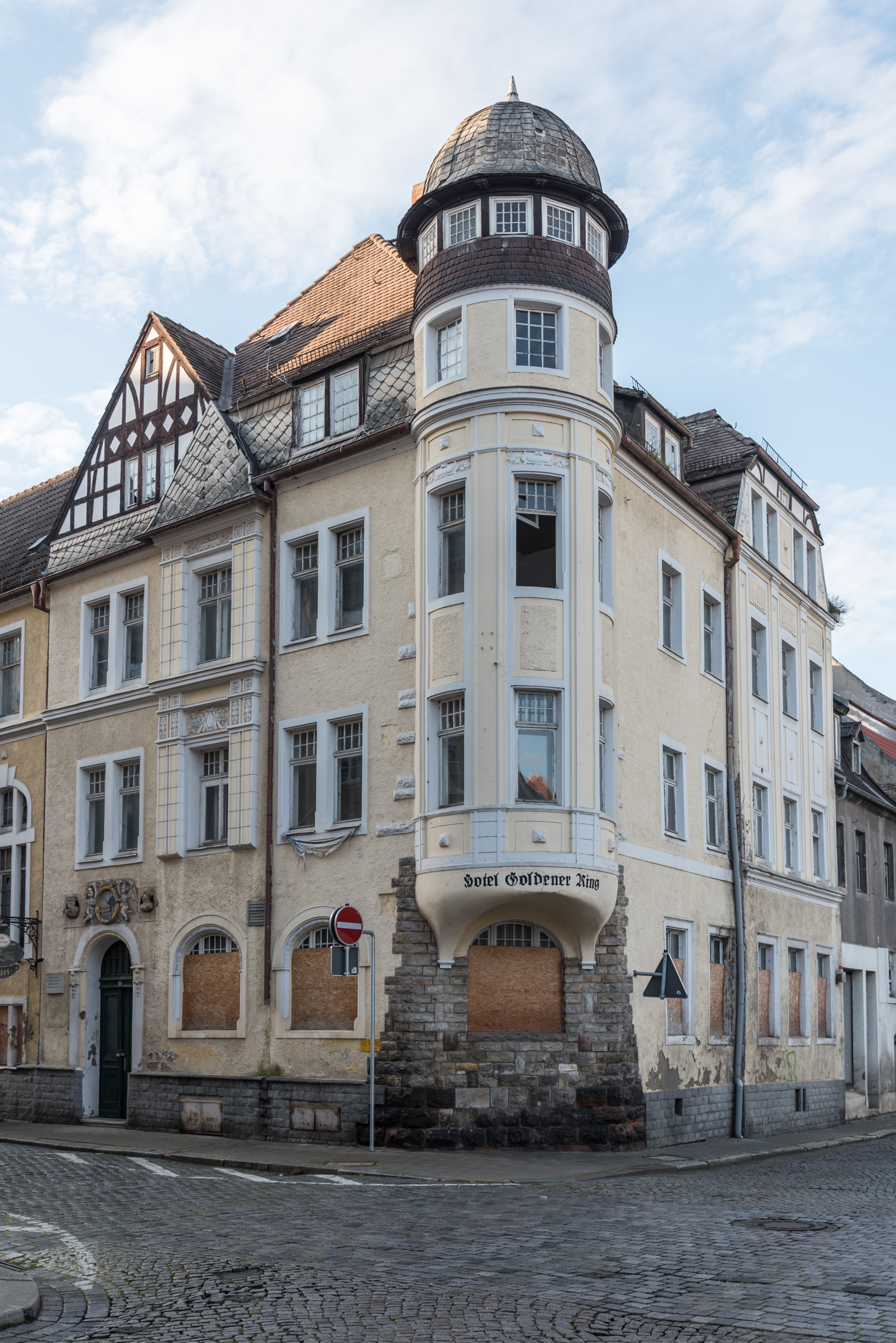
Ehemaliges Hotel „Goldener Ring“ (2015)

Nach dem Zweiten Weltkrieg wurden viele Schuhbetriebe verstaatlicht und aus den einzelnen setzte sich das neue Kombinat Schuhe (Stammbetrieb VEB Schuhfabrik „Banner des Friedens“ Weißenfels) mit großen Produktionsstätten, Schuhmaschinenbau (Compart) und Forschungseinrichtungen zusammen. Bis Ende der 1980er Jahre entwickelte sich Weißenfels zum größten Schuhproduktionsstandort der DDR, es arbeiteten über 6000 Beschäftigte in den Fabriken im Raum Weißenfels, die 75 % der Schuhe für die DDR produzierten. Es gibt Hinweise darauf, dass Mitte der 1980er Jahre in der Weißenfelser Schuhindustrie auch vereinzelt Vertragsarbeiter beschäftigt waren. Nach mehreren Gebietsveränderungen in den Jahrzehnten zuvor wurde 1952 ein neuer Kreis Weißenfels im nunmehrigen Bezirk Halle gebildet, wobei Weißenfels weiterhin Kreissitz blieb.
Nach der deutschen Wiedervereinigung 1990 führte die Umstrukturierung und Privatisierung der Betriebe zu einem Zusammenbruch der gesamten Industrie. Durch die Öffnung der Wirtschaft zum Weltmarkt bestand besonders für die Schuh-Großindustrie der ehemaligen DDR kaum eine Überlebenschance, bedingt durch die große Konkurrenz in den Billiglohnländern. Dies führte zu einer sprunghaft ansteigenden Arbeitslosenquote, verstärkt durch die massive Reduzierung der benötigten Arbeitskräfte in der chemischen Industrie in den benachbarten Leunawerken. Andere Bereiche, wie die Lebensmittelindustrie, blieben erhalten und erhielten damit Arbeitsplätze vor Ort. In diesem Zusammenhang siedelte sich 1990 die Tönnies GmbH an, die heute noch einer der größten Arbeitgeber in der Region ist. Seit 2010 ist, vorrangig durch dieses Unternehmen, ein saisonbedingter Zuzug von osteuropäischen Migranten zu beobachten. Nachdem bei der ersten Kreisgebietsreform im 1990 neu gebildeten Land Sachsen-Anhalt der Landkreis Weißenfels zunächst vergrößert worden war, verlor Weißenfels 2007 mit der zweiten Kreisgebietsreform und der damit verbundenen Zusammenlegung des Landkreises Weißenfels mit dem Burgenlandkreis nach fast 200 Jahren seinen Status als Kreissitz. Zur Zeit der Flüchtlingskrise 2015 nahm Weißenfels 600 Asylsuchende auf. Dies entspricht zwei Prozent aller Geflüchteten des Landes Sachsen-Anhalt.
Nach 1990 wurde wertvolle Bausubstanz im Zentrum zum Teil auch mit Fördermitteln der EU saniert, zentrumsnah gibt es aber viele Häuser, die noch auf einen Investor warten.

### Eingemeindungen
1833 kam es zur Eingemeindung der Vorstädte Nikolaivorstadt, Saaltorvorstadt, Georgenberg und Klingenvorstadt. Um 1900 wurde Beuditz mit rund 100 Einwohnern und am 1. Januar 1995 Borau (zirka 800 Einwohner), bestehend aus den ehemals selbständigen Dörfern Borau, Selau und Kleben, eingemeindet. Am 1. Januar 2010 folgten Langendorf, Markwerben und Uichteritz. Am 1. September 2010 wurden mit der Gebietsreform in Sachsen-Anhalt die Gemeinden Burgwerben, Großkorbetha, Leißling, Reichardtswerben, Schkortleben, Storkau, Tagewerben und Wengelsdorf weitere Ortsteile der Stadt Weißenfels.

## Bevölkerung

### Einwohnerzahl
Seit Mitte der 1960er verzeichnet Weißenfels Einwohnerverluste. Damals vor allem aufgrund des tiefgreifenden Strukturwandel in der Bergbau- und Industrieregion.
Im Zeitraum zwischen 1990 und 2000 betrug der prozentuale Einwohnerverlust 10,43 %. Dieser führte sich mit −9,97 % fort bis in das Jahr 2010. In der Zeitspanne von 2010 bis 2018 erholte sich die Stadt und musste nur einen Verlust von 2,47 % verzeichnen. Der Tiefpunkt lag im Jahr 2012 bei 39.717 Einwohnern. Bei einer Gegenüberstellung des natürlichen Saldo (Geburten und Sterbefälle) sowie dem Wanderungssaldo (Zuzüge und Fortzüge) kann die Stadt seit 2013 eine positive Bilanz ziehen. Zwar ist der natürliche Saldo negativ, er wird jedoch durch den positiven Wanderungssaldo ausgeglichen. Dies bedeutet, dass die Fernwanderung, besonders im Bereich der Arbeitsplatz-Wanderung, für Weißenfels immer wichtiger wird. Die Kernstadt weist bereits seit dem Jahr 1999 einen stetigen Bevölkerungsverlust auf, welcher bis zum Jahr 2011 anhielt. Ab dem Jahr 2012 erfreute sich die Stadt Weißenfels an einem geringen Bevölkerungszuwachs von 1,6 Prozent. Die Ortschaften weisen hingegen differente Entwicklungstendenzen auf. Während die Einwohnerzahlen in Weißenfels bis 2018 durchgehend anstiegen, so waren die Zahlen in den Ortschaften stets schwankend.
Die einzelnen Stadtteile der Kernstadt sind unterschiedlich in ihrer Entwicklung. Teile wie die Altstadt, die Neustadt und Mitte konnten vor allem aufgrund der umgesetzten Maßnahmen einen Zuwachs in der Bevölkerung verbuchen. Die Bevölkerung im Westen nahm seit 2010 4 Prozent ab, der Süden um ganze 15 Prozent. Auch erfolgte Rückbaumaßnahmen änderten nichts an diesem Trend.

Einwohnerentwicklung von Weißenfels 1825 bis 2023

| Jahr | Einwohner |
| ---- | --------- |
| 1825 | 6423      |
| 1875 | 16.921    |
| 1880 | 19.654    |
| 1885 | 21.782    |
| 1890 | 23.779    |
| 1900 | 28.201    |
| 1925 | 35.756    |
| 1933 | 40.119    |
| 1939 | 42.387    |
| 1946 | 50.995¹   |

| Jahr | Einwohner |
| ---- | --------- |
| 1950 | 47.967²   |
| 1960 | 45.856    |
| 1981 | 39.125    |
| 1984 | 38.657    |
| 1985 | 39.358    |
| 1989 | 38.851    |
| 1990 | 37.610 1  |
| 1995 | 34.676    |
| 2000 | 31.946    |
| 2001 | 31.310    |
| 2002 | 30.871    |

| Jahr | Einwohner |
| ---- | --------- |
| 2003 | 30.330    |
| 2004 | 30.094    |
| 2005 | 29.866    |
| 2006 | 29.669    |
| 2007 | 29.140    |
| 2008 | 28.965    |
| 2009 | 33.036    |
| 2010 | 41.434 2  |
| 2011 | 40.861    |
| 2012 | 39.717    |
| 2013 | 39.909    |

| Jahr | Einwohner |
| ---- | --------- |
| 2014 | 39.918    |
| 2015 | 40.398    |
| 2016 | 40.671    |
| 2017 | 40.874    |
| 2018 | 40.409    |
| 2019 | 40.192    |
| 2020 | 39.958    |
| 2021 | 39.745    |
| 2022 | 38.042    |
| 2023 | 38.241    |
| 2024 | 37.929    |

### Bevölkerungsstruktur
In Weißenfels leben 41.289 Einwohner (Stand 2019), womit sie die bevölkerungsreichste Stadt des Burgenlandkreises in Sachsen-Anhalt darstellt. Im Jahr 2018 lebten etwa 40.409 Einwohner in Weißenfels, von denen 48,9 % weibliche und 51,5 % männliche Personen sind. Bei einer Betrachtung der Altersgruppen zeigen sich Unterschiede. Bei der jüngeren Bevölkerung (≤ 18 Jahre) zeigt sich eine relative Ausgewogenheit der Geschlechter. Bei den Altersgruppen 19–24, 25–44 sowie 45–64 ist ein größerer Anteil an männlicher Bevölkerung und bei der Altersgruppe ≥ 65 ist der Anteil an weibliche Bevölkerung höher.
Im Jahr 2019 lag der Altersdurchschnitt der Gesamtstadt bei 47 Jahren. Im Jahresvergleich zu 2010 weist die Altersstruktur nur geringe Schwankungen auf, wobei die junge Bevölkerung (≤ 18 Jahre) einen geringeren Anteil ausmacht als die ältere Bevölkerung (≥ 65 Jahre). Den größten Anteil hat die Altersgruppe der 45- bis 64-Jährigen mit ca. 30 %. Der Anteil der Bevölkerung mit Migrationshintergrund hat einen Einfluss auf die Altersstruktur der Stadt Weißenfels.

### Migration
Der Trend der Zunahme der Einwohner mit Migrationshintergrund in der Stadt Weißenfels hält seit 2012 weiter an. Von 2010 bis zum Jahr 2019 stieg die Anzahl der Einwohner mit Migrationshintergrund in der Stadt von 1615 auf 5621. Damit haben 14 % der Bürger einen Migrationshintergrund. Die stärkste Zunahme der Bevölkerungsgruppe war im Jahr 2014 zu verzeichnen. Der Anteil männlicher Personen mit Migrationshintergrund ist höher als die der weiblichen Personen. Diese sind überwiegend im erwerbsfähigen Alter.
Ein Grund für den hohen Ausländeranteil sind vor allem die guten Arbeitsmöglichkeiten, die Weißenfels zu bieten hat. Ein großer Arbeitgeber ist unter anderem das Fleischwerk Weißenfels GmbH.
Durch den hohen Anteil von Einwohnern mit Migrationshintergrund wird der Altersdurchschnitt in Weißenfels gedrückt. Ein Großteil der Einwohner mit Migrationshintergrund ist zwischen 19 und 40 Jahren alt. Von den 5700 Einwohnern mit Migrationshintergrund betrifft das etwa 3200 Personen. Bei den Einwohnern ohne Migrationshintergrund sind hingegen die über 60-Jährigen die größte Altersgruppe. Von den 35.600 deutschen Mitbürgern sind etwa 12.700 Personen über 60 Jahre alt.
Im Mai 2017 öffnete in Weißenfels eine Koordinierungsstelle für Migranten und Flüchtlinge. Diese bietet ein umfassendes Spektrum verschiedener Leistungen an. Ausländische Einwohner können sich zu vielen Angelegenheiten beraten lassen. Dies soll zu kürzeren Wegen und erleichterten Absprachen zwischen den Ämtern führen. Insbesondere der Burgenlandkreis setzt gezielt auf Migration, um dem demografischen Wandel entgegenzuwirken.
Von den 5700 Einwohnern mit Migrationshintergrund sind etwa 4440 EU-Bürger (Stand 11/2019). Die Stadtteile Kornwestheimer Ring, Neustadt, Mitte, Süd und Altstadt weisen den größten Anteil auf. Die meisten Einwohner mit Migrationshintergrund leben in der Neustadt. Von den 9000 Einwohnern haben dort 2391 Personen eine ausländische Staatsbürgerschaft (37 %). Der Großteil stammt aus Polen (57 %) sowie aus Rumänien (16 %) und Ungarn (13 %), insbesondere als Leiharbeiter tätig. Weitere größere Bevölkerungsgruppen sind unter anderem Menschen aus Bulgarien, Vietnam und Syrien. Diese sechs genannten Bevölkerungsgruppen stellen ca. 82 % der Einwohner mit Migrationshintergrund dar.

## Politik

### Stadtrat

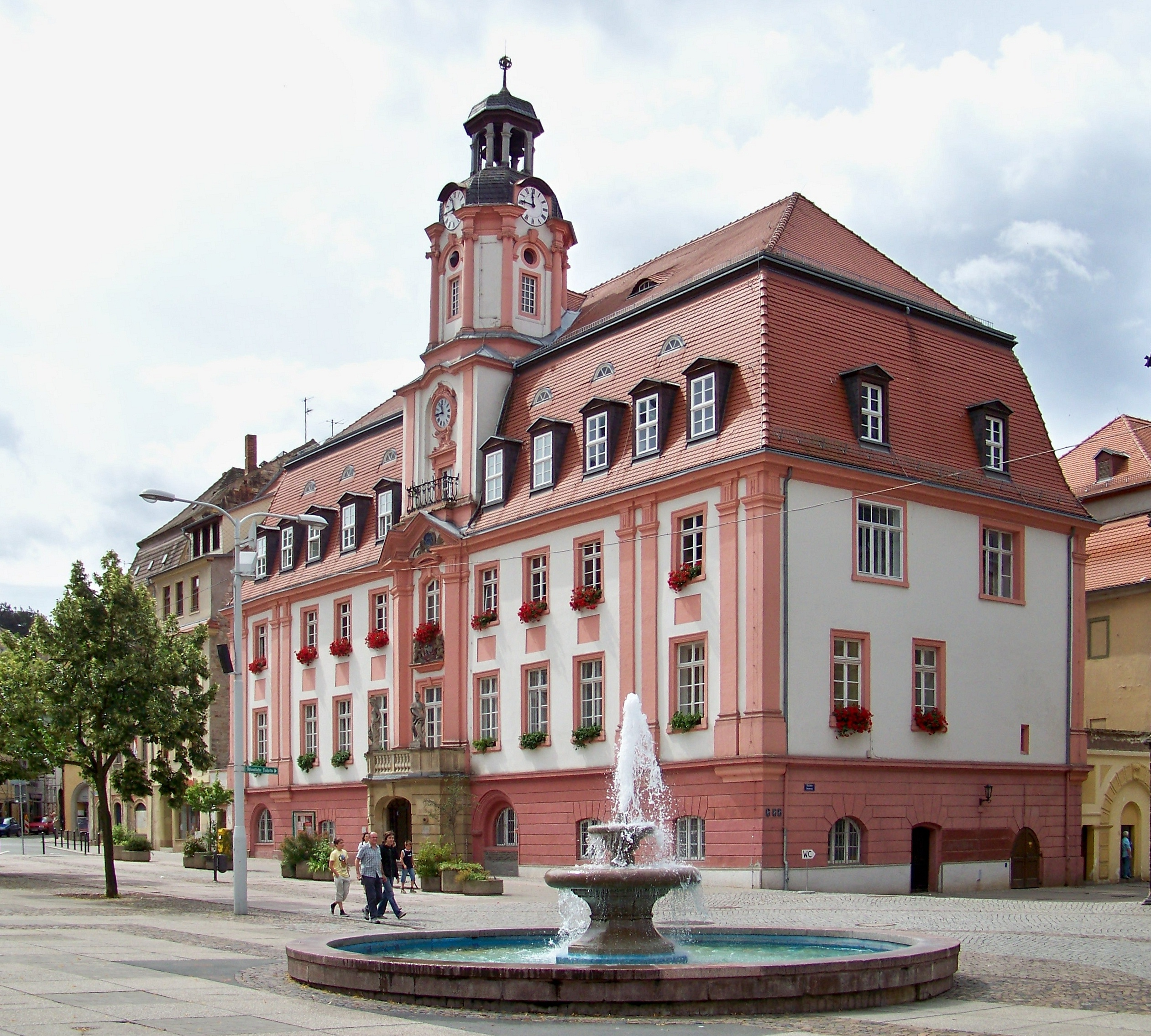
Rathaus

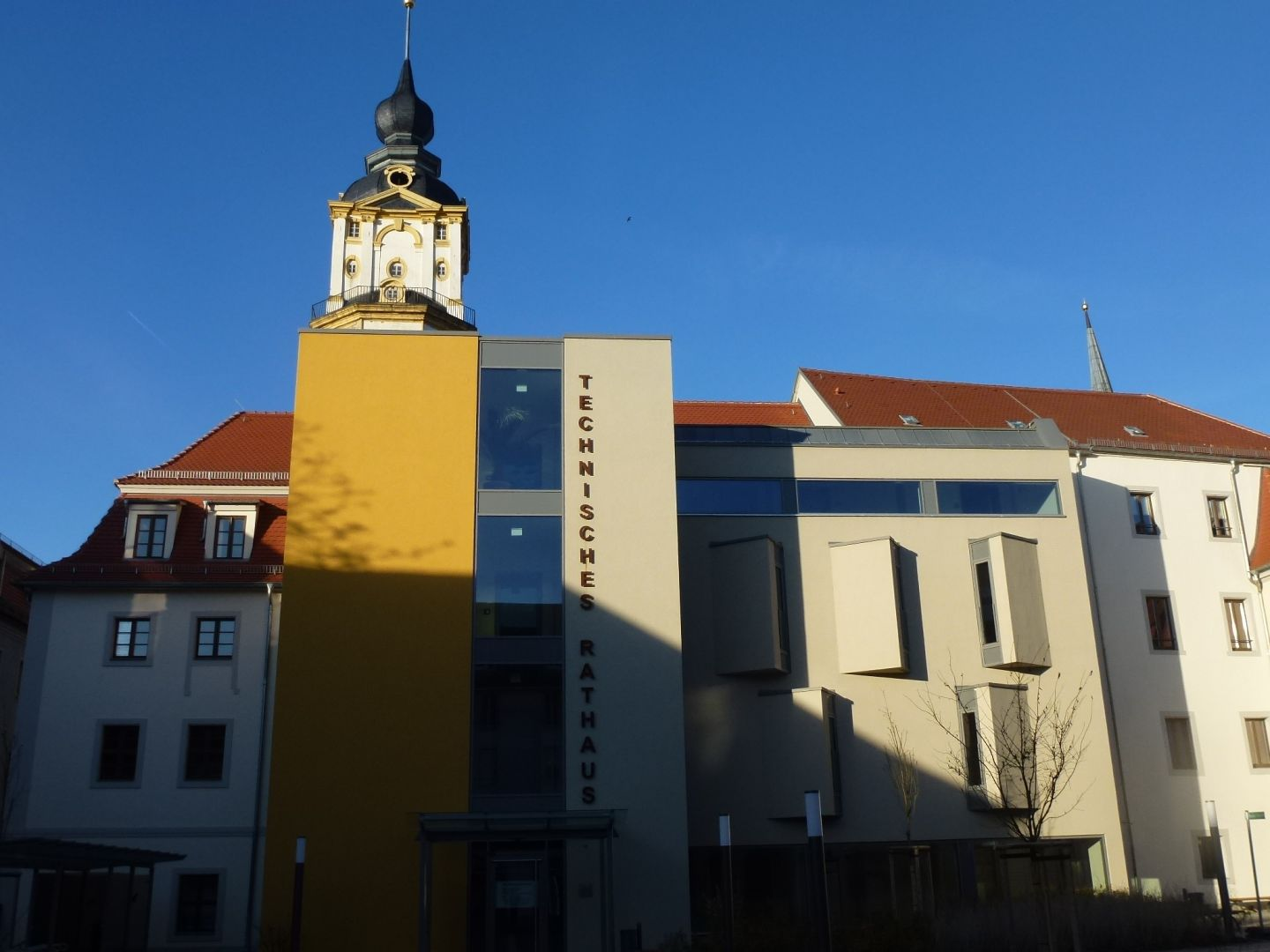
Technisches Rathaus

Der Stadtrat der Stadt Weißenfels besteht aus 40 gewählten Mitgliedern. Der Oberbürgermeister gehört dem Stadtrat ex officio an.
Die Kommunalwahl vom 6. Juni 2024 brachte folgendes Ergebnis:
| Partei/Wählergruppe | Partei/Wählergruppe                                      | Stimmen (absolut) | Stimmen (Prozent) | Sitze |
| ------------------- | -------------------------------------------------------- | ----------------- | ----------------- | ----- |
|                     | Christlich Demokratische Union Deutschlands (CDU)        | 15.688            | 30,91             | 12    |
|                     | Alternative für Deutschland (AfD)                        | 12.516            | 24,66             | 3     |
|                     | Wir Weißenfelser (WW)                                    | 6498              | 12,80             | 5     |
|                     | BfW-WV/Landgemeinden                                     | 4456              | 8,78              | 4     |
|                     | Sozialdemokratische Partei Deutschlands (SPD)            | 3243              | 6,39              | 3     |
|                     | Die Linke (LINKE)                                        | 2856              | 5,66              | 2     |
|                     | Unser Weißenfels und Ortschaften (OWO)                   | 1590              | 3,13              | 1     |
|                     | Basisdemokratische Partei Deutschland (dieBasis)         | 734               | 1,45              | 1     |
|                     | Freie Wählergemeinschaft Bürger für Leißling (BfL)       | 720               | 1,42              | 1     |
|                     | Freie Demokratische Partei (FDP)                         | 673               | 1,33              | 1     |
|                     | Bündnis 90/Die Grünen (GRÜNE)                            | 644               | 1,27              | 0     |
|                     | Sonstige: (Die Heimat, PARTEI, BfG - WV, Einzelbewerber) | 1124              | 2,21              | 0     |
| Gesamt              | Gesamt                                                   | 47.418            | 100               | 40    |
| Stand: 7. Juni 2019 |                                                          |                   |                   |       |

Der AfD standen nach dem Endergebnis zehn Sitze zu, stellte jedoch nur drei Kandidaten auf. Daher sind insgesamt sieben Sitze unbesetzt.

### Bürgermeister
- 1881–1885: Adalbert Welcker
- 1885–1897: Franz Falkson
- 1897–1907: Christ. Richard Johannes Wadehn
- (1907) 1909–1933: Wilhelm Daehn
- 1933–1937: Philipp Zeitler, Oberbürgermeister
- (1937–1939): Martin Vogeler (verm. komm.)
- 1939–1945: Ludwig Jungermann, Oberbürgermeister
- 1945–1947: Friedrich von Basse
- 1950–1952: Erna Wildt-Tanneberger[30]
- 1956–1974: Josef Gentes, Bürgermeister
- 1992–1994: Christian Seeker, Bürgermeister[31]
- 1994–2001: Gisela Bevier, Oberbürgermeisterin
- 2001–2008: Manfred Rauner (CDU), Oberbürgermeister
- 2008–2022: Robby Risch (parteilos), Oberbürgermeister
- seit 2022: Martin Papke (CDU), Oberbürgermeister

Am 24. April 2022 wurde Martin Papke (CDU) zum Oberbürgermeister von Weißenfels gewählt. Sein Amtsantritt erfolgte am 1. August 2022.

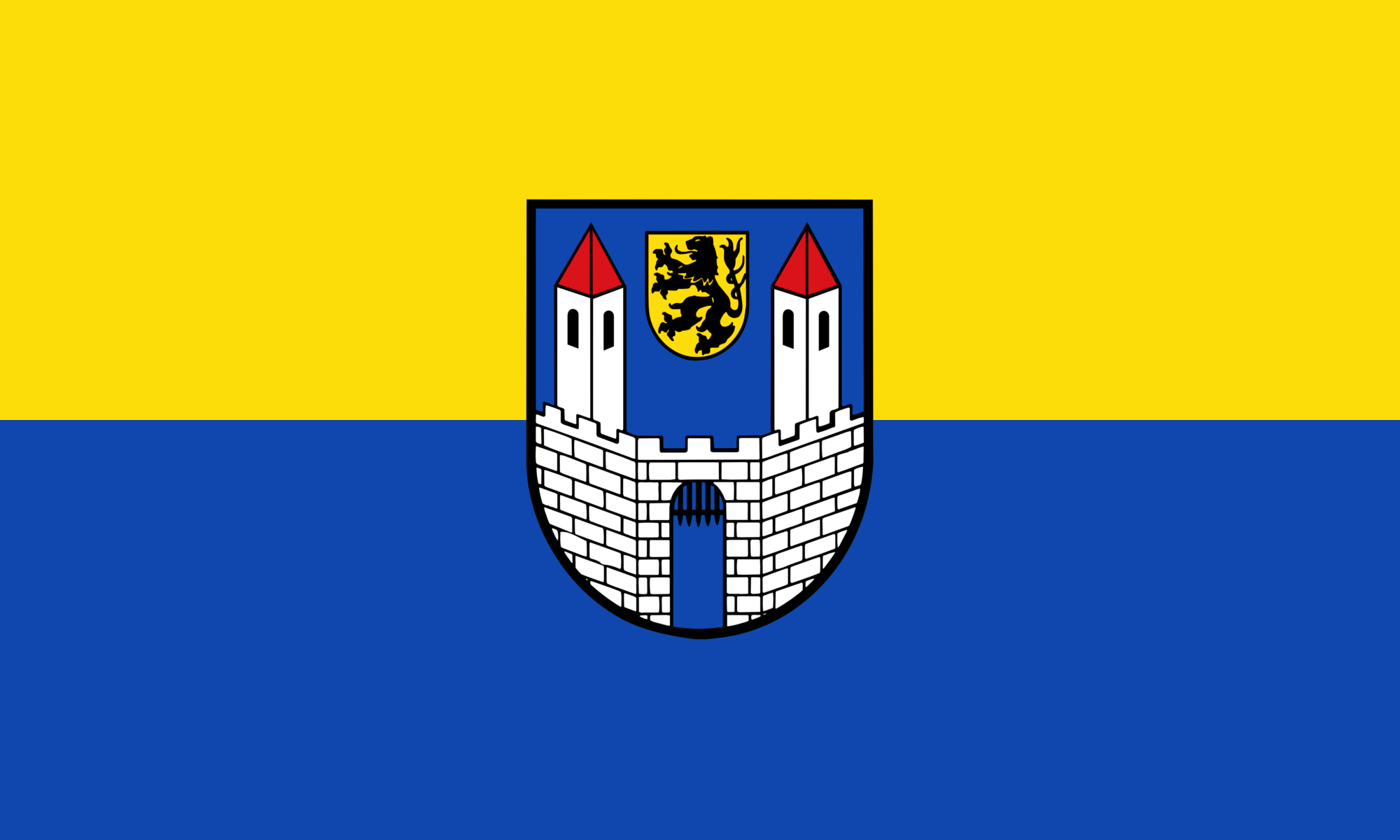
Flagge der Stadt Weißenfels

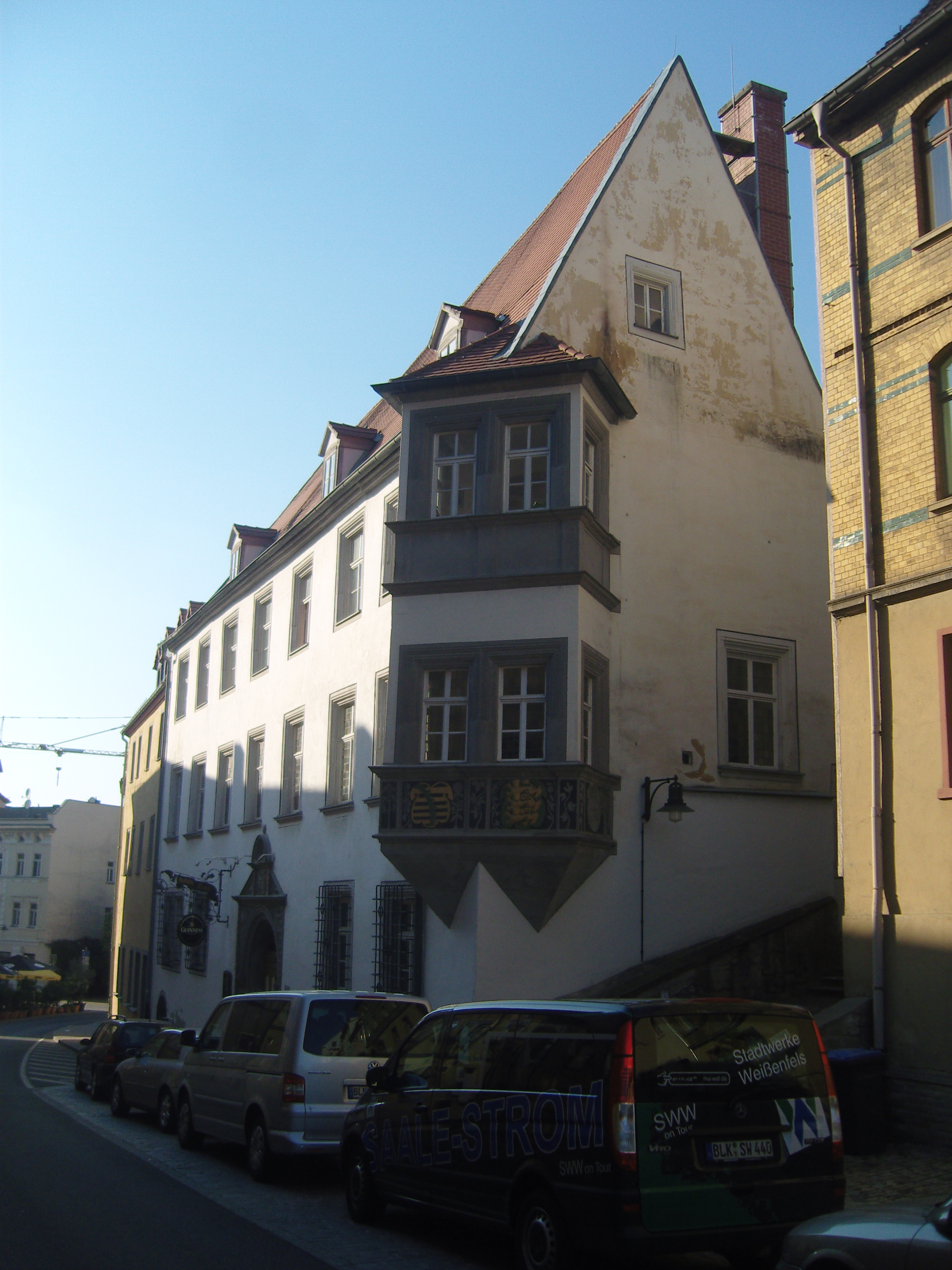
Geleitshaus Weißenfels

### Wappen
| Wappen von Weißenfels | Blasonierung: „In Blau eine silberne Burg mit einer gezinnten, schwarz gefugten Mauer, offenem Tor mit hochgezogenem schwarzen Fallgatter sowie zwei übereck gestellten Türmen mit roten Spitzdächern und je zwei schwarzen Rundbogen-Fensteröffnungen; zwischen den Türmen ein schwebender goldener Schild mit schwarzem Löwen.“ |
| Wappen von Weißenfels | |

### Stadtfarben
Die Stadtfarben der Stadt sind Gelb und Blau.

### Städtepartnerschaften
- Kornwestheim, Baden-Württemberg, seit Februar 1990
- Komárno, Slowakei, seit Oktober 1995

### Politische Teilhabe von Migranten
In den letzten Jahren gewann das Thema der politischen Teilhabe von Migranten in Weißenfels aufgrund steigender Zuwanderung zunehmend an Relevanz. Aus diesem Grund entstanden aus Verwaltung und zivilem Engagement verschiedene Initiativen, um politische Teilhabe und Interessenvertretung von Migranten zu ermöglichen:
- Gleichstellungsbeauftragte der Stadt Weißenfels[36]
- Initiative Engagiertes Weißenfels[37]

Darüber hinaus gibt es auf Landkreisebene (Burgenlandkreis) das Integrations- und Ausländeramt und auf Landesebene das Landesnetzwerk Migrantenorganisation Sachsen-Anhalt (LAMSA).

## Kultur und Sehenswürdigkeiten
Weißenfels liegt in der Weinbauregion Saale-Unstrut mit dem örtlichen Lagenwein Burgwerbener Herzogsberg. Die Saale prägt das Stadtbild mit ihren drei Wehren und Schleusen: Beuditzmühlenschleuse, Brückenmühlenschleuse, Herrenmühlenschleuse. Es gibt eine touristische Erschließung für Wasser- und Radwanderer (Blaues Band, Radacht Saale-Radweg).

### Altstadt
In der Altstadt von Weißenfels finden sich das barocke Rathaus und weitere barocke Fassaden, gemischt mit Fassaden aus jüngerer Zeit (u. a. Klassizismus).

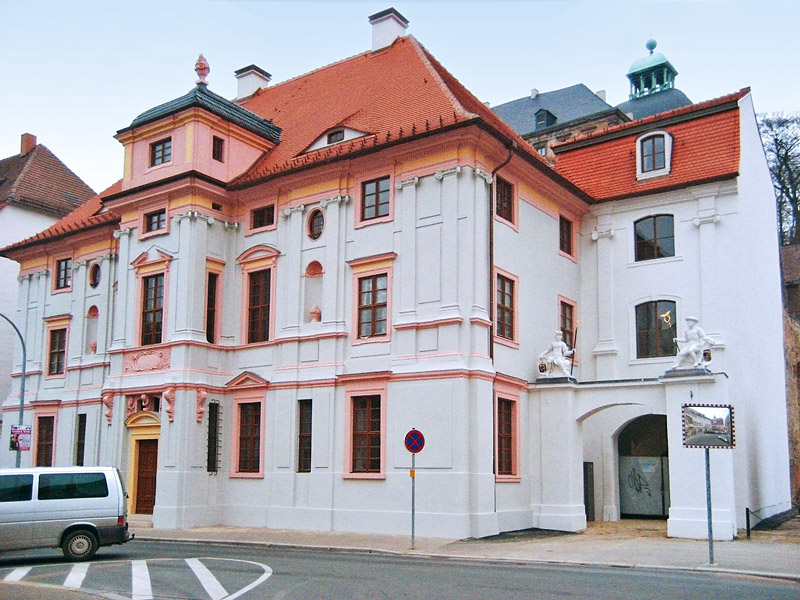
Fürstenhaus in der Leipziger Straße 9

Das barocke Fürstenhaus in der Leipziger Straße 9 stammt aus der Residenzzeit. Es wurde 1673 errichtet und diente vor allem als Wohnsitz hoher herzoglicher Hofbeamter. Die grau-altrosa Fassade des zwischen 2004 und 2006 sanierten zweieinhalbgeschossigen Gebäudes entspricht der historischen Farbgebung. Bei der Innenausstattung ragen vor allem die Stuckaturen in der ersten Etage hervor, die Ende des 17. Jahrhunderts von italienischen Stuckateuren ausgeführt wurden. Für die Zukunft ist eine öffentliche Nutzung des Gebäudes vorgesehen. Es beherbergt bereits das Standesamt.
Das Gerichtsgebäude (nicht zu verwechseln mit dem Amtsgericht) ist im einfachen Barock gehalten. Es wurde eine für die damalige Zeit schlichte, einfache und zweckmäßige Bauweise gewählt. Eine gewisse Ausnahme davon bilden das Eingangsportal, das Haupttreppenhaus und der Schöffensaal.

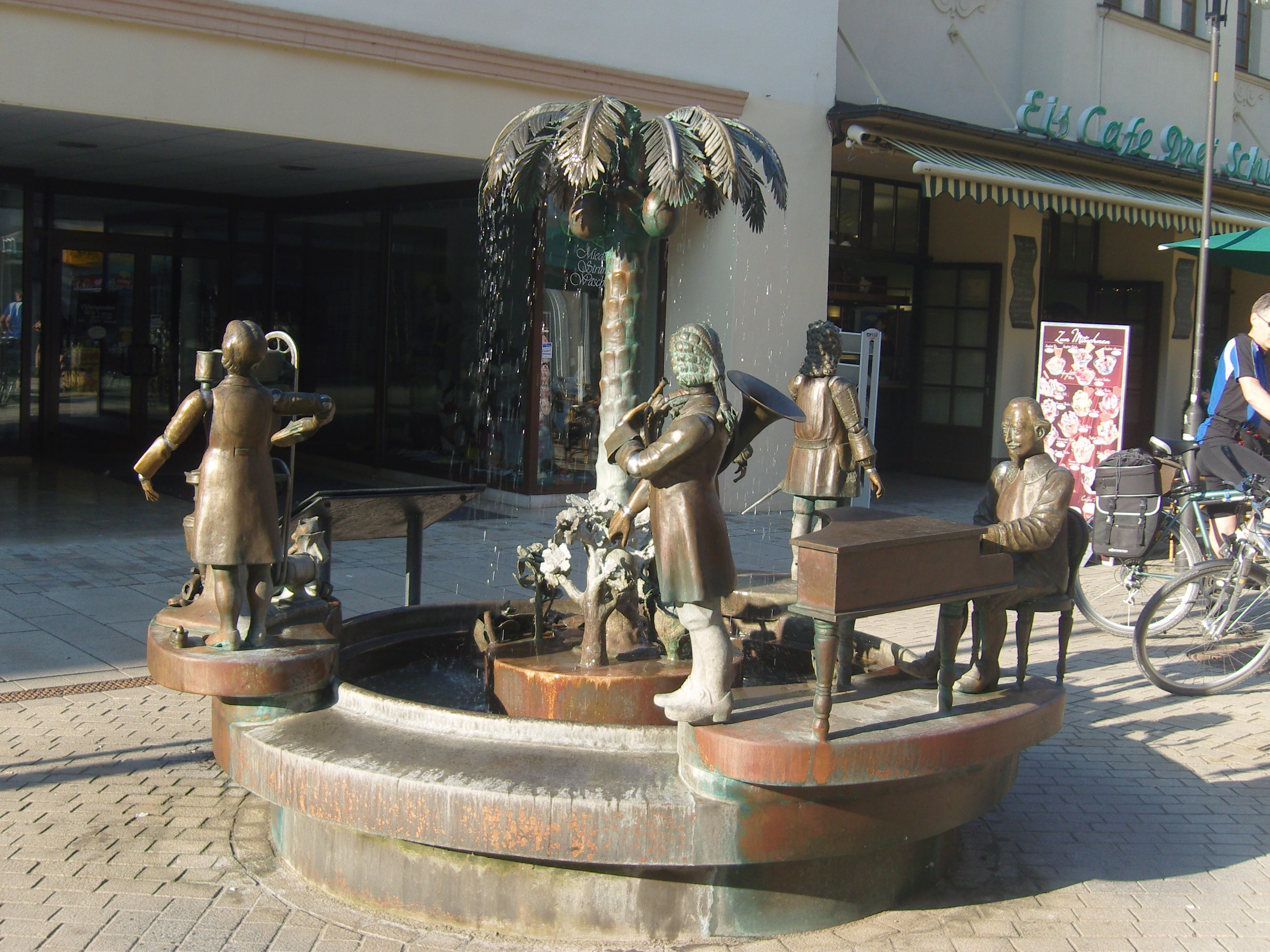
Stadtbrunnen

Weitere Sehenswürdigkeiten in der Altstadt sind der Stadtbrunnen in der Jüdenstraße, geschaffen von Bonifatius Stirnberg, das Café Centra am Markt aus der kunstgeschichtlichen Epoche des Jugendstils, die Bankhäuser in der Jüdenstraße (zwischen Saal- und Friedrichstraße) sowie das Amtsgericht aus den Jahren 1911 bis 1912. Das Louise-von-Francois-Haus stammt aus dem Jahr 1665 und steht an der Promenade an der Saale. In der Leipziger Straße stehen das Herzogliches Ballhaus (Ballspielhalle der Herzogskinder) und barockes Altherzogliche Haus (Prinzessinnenpalast).

### Schloss
Das Schloss Neu-Augustusburg gilt als eine der größten frühbarocken Schlossanlagen Mitteldeutschlands mit Museum (ständige Ausstellung zur Geschichte der Stadt, inklusive Schuhmuseum, wechselnde Sonderausstellungen) und Schlosskirche, in der sonntäglich lutherische Gottesdienste gefeiert werden. Die Gruft unter der Schlosskirche ist auf Anfrage oder zu besonderen Anlässen (Tag des offenen Denkmals, Schlossfest) zu besichtigen. Zum Schloss gehört ein Marstall. Es ist mit einer Treppenanlage mit der Altstadt verbunden.

### Kirchen

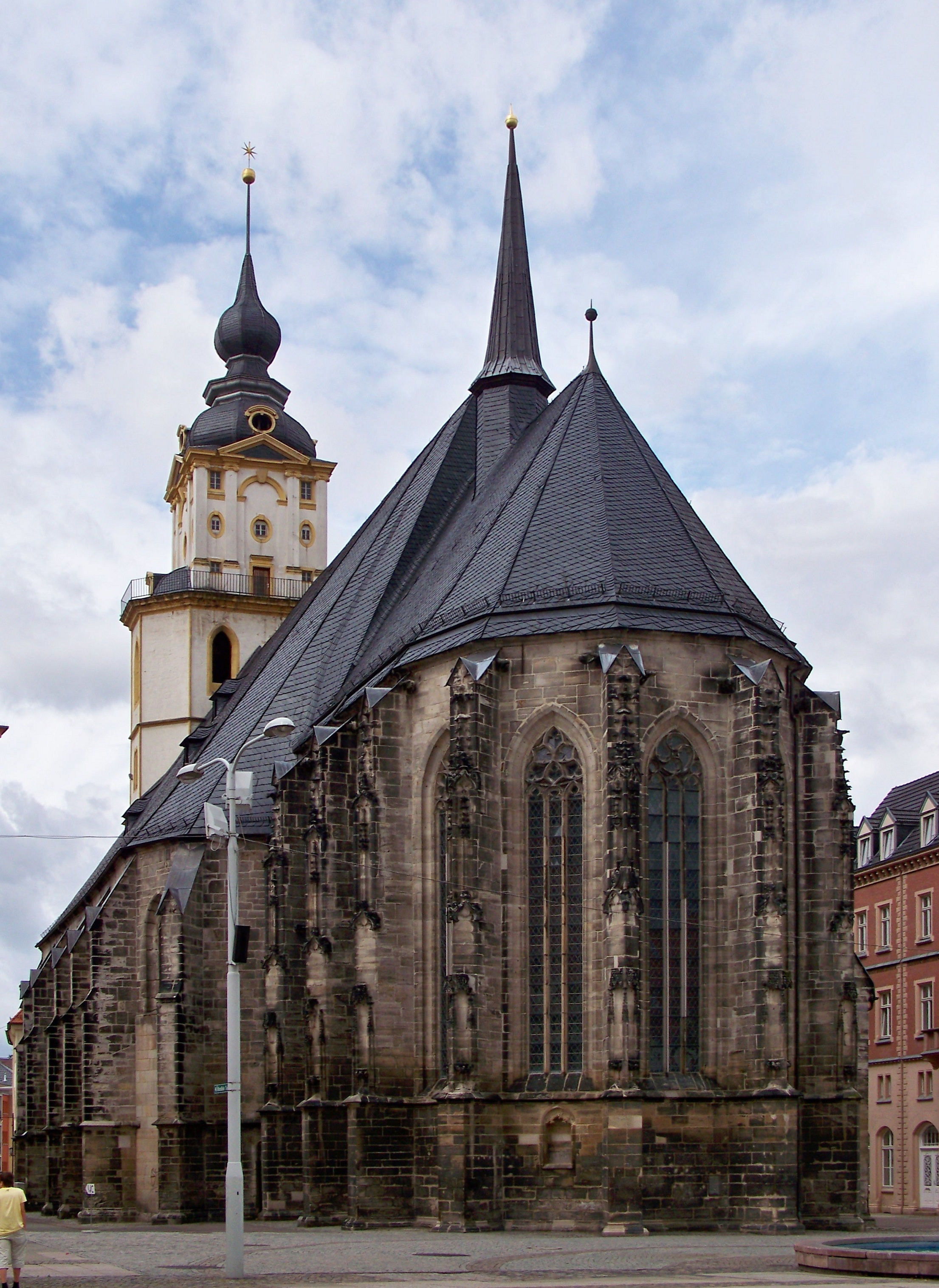
Marienkirche

- Marienkirche am Marktplatz mit Ladegast-Orgel
- ehemaliges Kloster St. Klaren (Klarissenkloster, 1283–1580)[38]
- Katholische St.-Elisabeth-Kirche von 1872/73
- Lutherkirche im Baustil des Expressionismus
- Hospital St. Laurentii (Neogotik)
- Friedhofskapelle, der auf den Friedhof der Stadt umgesetzte gotische Chor der Klarissenkirche

### Museen

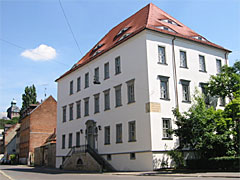
Novalis-Haus in der Klosterstraße 24

- Museum des Schlosses Neu-Augustusburg, im selben Gebäude das Schuh-Museum
- Geleitshaus mit Museum und Restaurant; hier wurde der Leichnam des 1632 in der Schlacht bei Lützen gefallenen Schwedenkönigs Gustav II. Adolf seziert (Blutfleck im Erkerzimmer) und einbalsamiert. Das Museum zeigt neben einem Diorama zur Schlacht (mit 10.000 Zinnsoldaten) die Auswirkungen des Dreißigjährigen Krieges auf die Stadt.
- Heinrich-Schütz-Haus mit Museum.
- Novalis-Haus; im Erdgeschoss des 1680 errichteten Gebäudes ist die Stadtbibliothek, im Obergeschoss ein Museum untergebracht. Im unmittelbar an den Garten mit dem Novalis-Pavillon angrenzenden Stadtpark befindet sich das von Fritz Schaper gestaltete Grabmal des Novalis.
- Ausstellung mit Diorama zur Schlacht bei Roßbach, 1757, im Ortsteil Reichardtswerben

### Profanbauten
- Zahlreiche Fassaden des Historismus in der Weißenfelser Neustadt, Beuditzstraße, Naumburger Straße und deren Seitenstraßen und Viertel.
- Postamt Weißenfels (Neorenaissance)
- Gebäude des Polizeireviers (ehemaliges IFL (Institut für Lehrerbildung), Lehrerseminar, davor Harnisch-Institut)
- Kaufhaus Müller im Bauhaus-Stil (ehemaliges Kaufhaus Spiegel, dessen jüdische Eigentümer unter den Nazis enteignet und vertrieben wurden)
- Märchenbrunnen in der Neustadt
- Edelhaus (Gutshaus) auf dem Georgenberg
- Gebäude der ehemaligen Oettler-Brauerei (heute Standort der MEG-Gruppe und der CK-Gruppe)
- Kulturhaus (ehemaliges Stadttheater), Goethe-Gymnasium mit seiner Aula
- ehemaliges Elektrizitätswerk (Projekt Internationale Bauausstellung Stadtumbau Sachsen-Anhalt 2010 IBA Thema Weißenfels GRÜN-DER-ZEIT < Neustadtpark)
- Windmühle Wengelsdorf (Turmholländer)

### Parks
Als Parkanlagen zu nennen sind der Stadtpark mit alten Grabstellen und der Skulptur Schusterjunge von Weißenfels. Außerdem existiert ein Heimatnaturgarten als Tierpark, der heimatliche Fauna und Flora zeigt. Auf dem Klemmberg gibt es einen Park mit dem Bismarckturm. Reste der historischen Stadtmauer mit einem Pulverturm sind in der Parkanlage Georgenberg zu besichtigen.

### Gedenkstätten für die Opfer des Nationalsozialismus

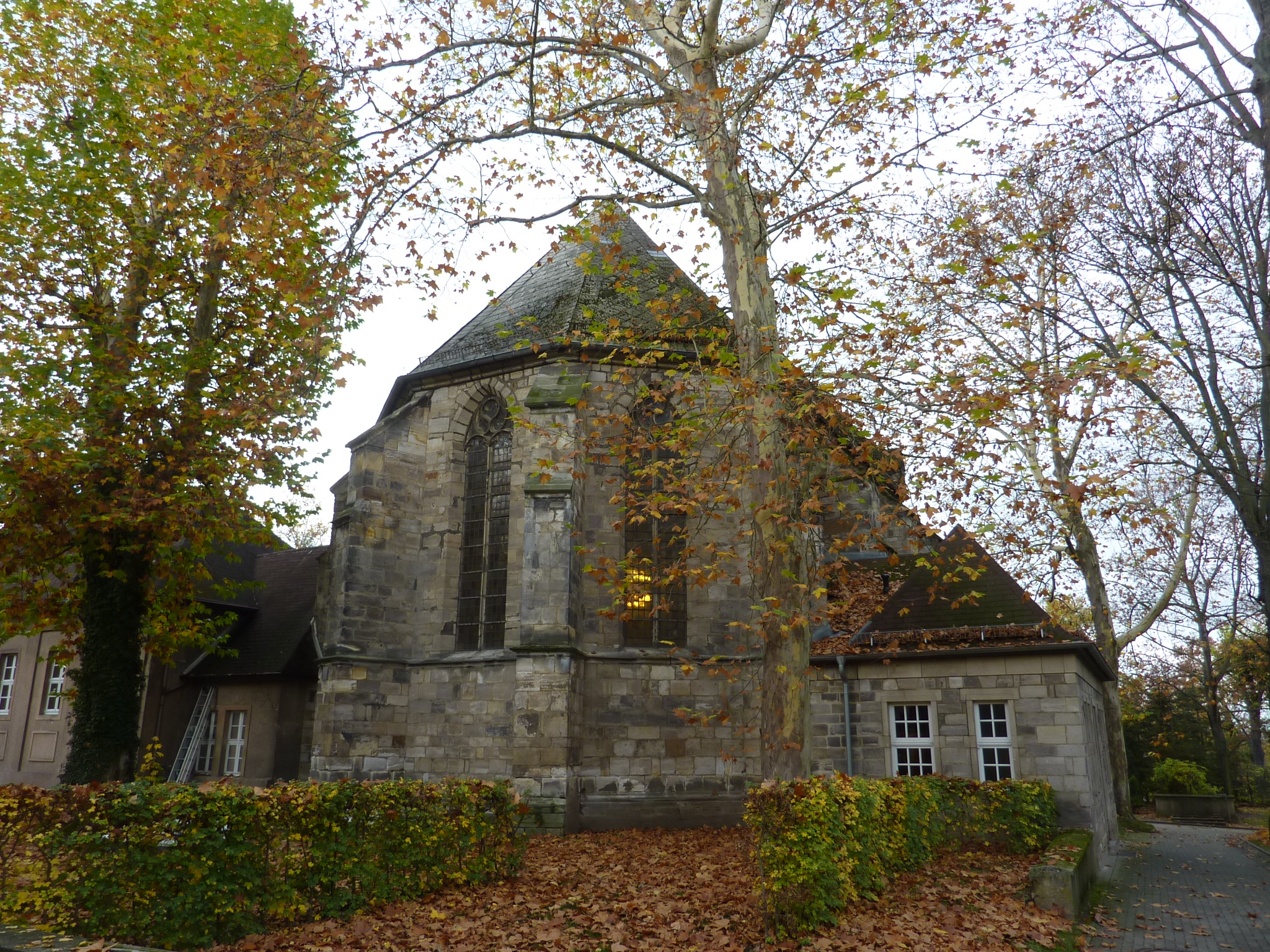
Die gotische Friedhofskapelle
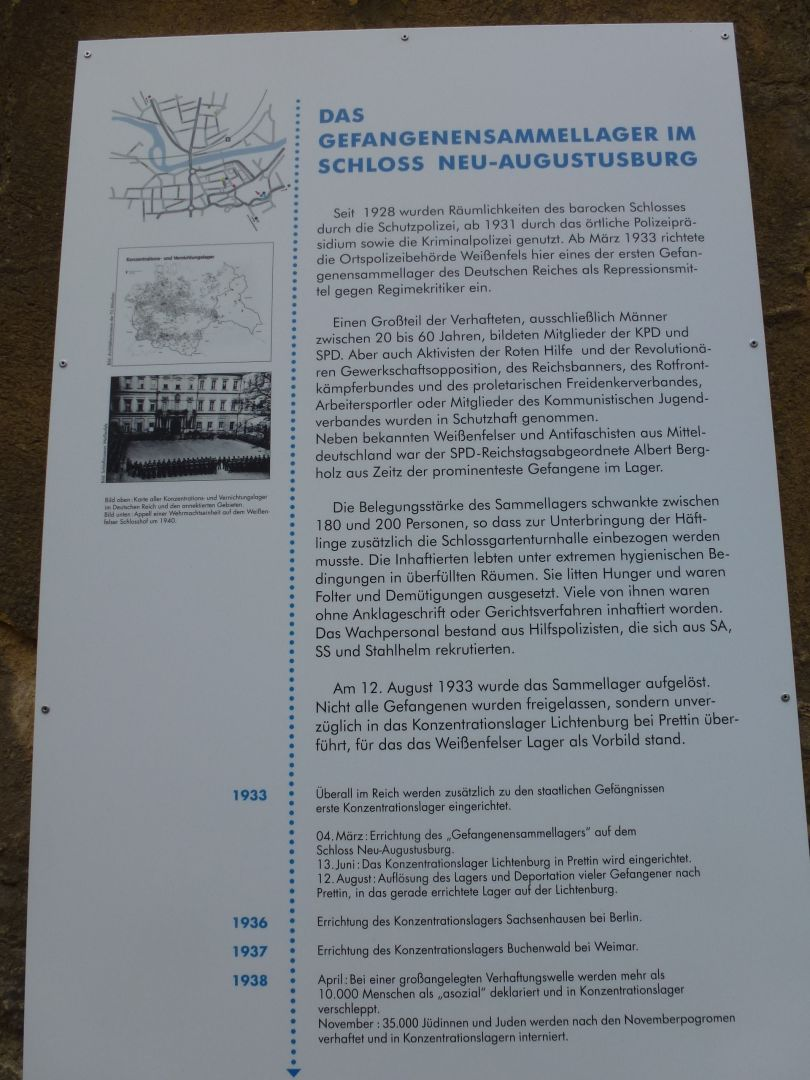
Informationstafel zu dem Gefangenensammellager im Schloss Neu-Augustusburg

- Gedenk-Stele im Stadtpark für die namentlich bekannten 21 Weißenfelser Widerstandskämpfer, die Opfer des Faschismus wurden
- Gedenkstein auf dem Städtischen Friedhof in der Friedensstraße für die 229 jüdischen Opfer der Shoa aus der Sowjetunion und aus Ungarn, den der aus Weißenfels stammende Jude Max Wolfson 1945 stiftete, und auf dem auch die Namen von 24 jüdischen Weißenfelsern verzeichnet sind
- Gedenkstein von 1975 auf dem gleichen Friedhof für 32 Polen, die während des Zweiten Weltkrieges nach Deutschland verschleppt und Opfer von Zwangsarbeit wurden
- Gedenkstein für den KJVD-Funktionär Fritz Schellbach, der 1944 als Widerstandskämpfer ermordet wurde. Ein weiterer Gedenkstein für ihn an der Gutenbergstraße/Ecke Merseburger Straße wurde nach 1989 entfernt, da auf dem Freigelände ein neues Wohn- und Geschäftshaus errichtet wurde.
- Gedenkstein von 1969 am Stadion, das zu DDR-Zeiten seinen Namen trug, zur Erinnerung an den kommunistischen Arbeitersportler Otto Müller, der 1944 ermordet wurde
- Gedenktafel von 1988 im Innenhof der ehemaligen Synagoge Nordstraße 14 zur Erinnerung an die ausgelöschte Jüdische Gemeinde der Stadt
- Sowjetischer Ehrenfriedhof von 1949 am Klemmberg mit 89 Einzel- und 64 Sammelgräbern von 192 Rotarmisten und Kriegsgefangenen sowie 130 Frauen und Männern aus dem Kreisgebiet, die während des Zweiten Weltkrieges nach Deutschland verschleppt und Opfer von Zwangsarbeit wurden.
- Informationstafel zu dem Gefangenensammellager im Schloss Neu-Augustusburg zwischen 4. März und 12. August 1933

### Naturdenkmäler
- Rotbuche auf dem Georgenberg
- Mammutbaum im Heimatnaturgarten

## Luftbild

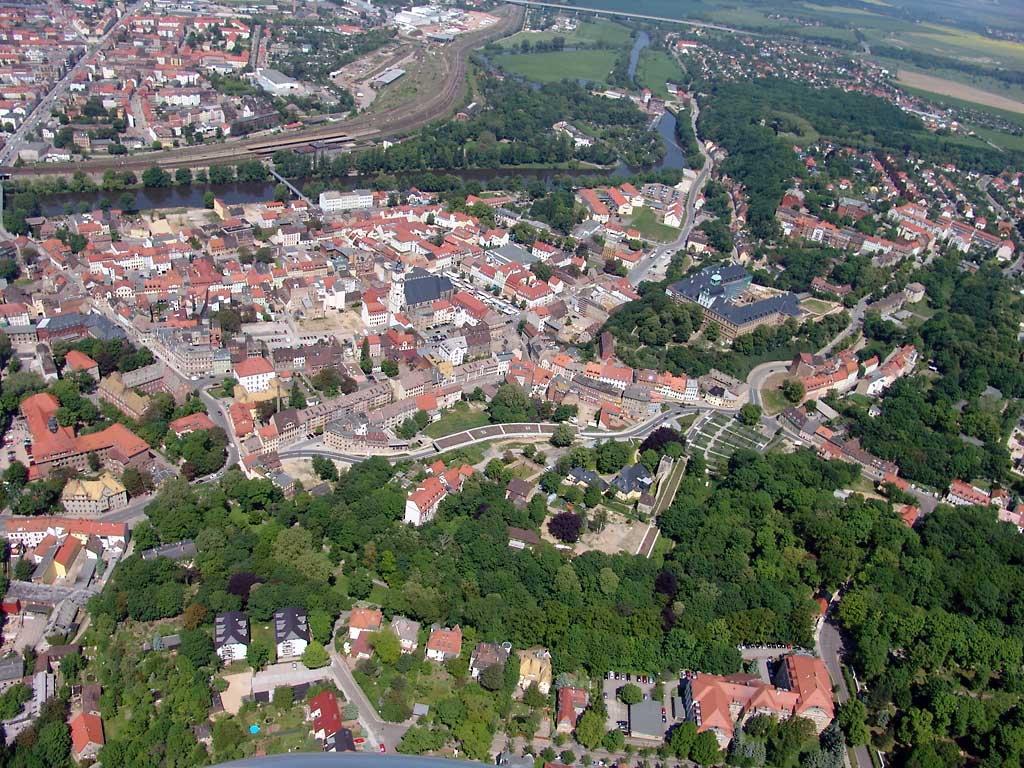
Weißenfels an der Saale (Zentrum)

Auf dem nebenstehenden Luftbild ist das Grün im Vordergrund der Stadtpark. Es folgt der Georgenberg mit dem Georgenbergtunnel. Im linken Mittelteil des Bildes befindet sich das Zentrum der Stadt mit Marienkirche und Marktplatz. Am linken Bildrand das Goethe-Gymnasium (großes rotes Dach), rechts davon das alte und zurzeit nicht genutzte Clarissenkloster (gelbes und graues Dach). Am äußersten linken Bildrand ist ein kleines Stück der großen Saalebrücke zu sehen, in deren Fortführung nach oben (nördliche Richtung) die geradlinig geführte Merseburger Straße (Stadtteil Neustadt). Die Brücke im mittleren Teil ist Fußgängern vorbehalten („Pfennigbrücke“). Sie verbindet den Bahnhof mit dem Zentrum. Am oberen Bildrand halbrechts die neue Saale-Brücke im Lauf der Umgehungsstraße. Im Mittelteil rechts das Schloss Neu-Augustusburg. Das Bild entstand im Mai 2005.

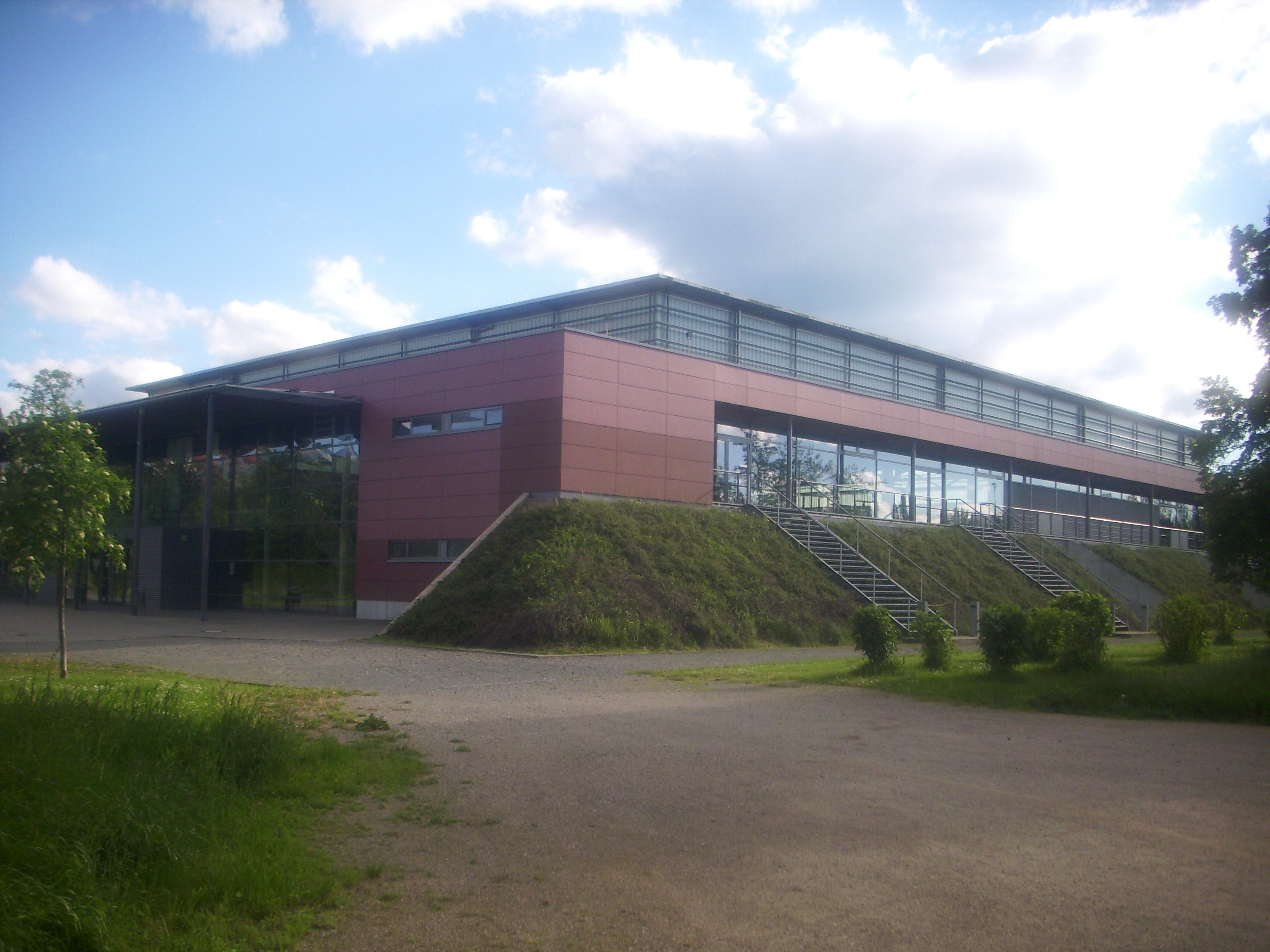
Stadthalle in Weißenfels

## Sport
Basketball
Der Mitteldeutsche Basketball Club ist einer der erfolgreichsten Sportclubs in Weißenfels. Von 1999 bis 2004 spielten die Wölfe in der 1. Basketball-Bundesliga. 2004 konnte das Team einen Europapokal gewinnen (FIBA EuroCup Challenge). In den Jahren 2006 und 2007 konnte jeweils die Vizemeisterschaft in der 2. Basketball-Bundesliga erreicht werden, bevor 2009 der Wiederaufstieg in die Bundesliga gelang. 2025 wurde als bisheriger Höhepunkt der Vereinsgeschichte der BBL-Pokal gewonnen. Die Heimspiele werden in der Stadthalle Weißenfels ausgetragen.
Unihockey / Floorball
Der Unihockey Club Sparkasse Weißenfels ist bei den Herren dreizehnfacher Deutscher Meister im Unihockey bzw. Floorball (2003–2010, 2012, 2014–2017) und gewann bisher neunmal den Pokalwettbewerb. Die Damen des UHC sammelten bisher fünf Meistertitel und drei Pokalsiege. Der Verein ist mit seinen ca. 350 Mitgliedern damit der mitgliederstärkste und erfolgreichste Floorball-Club in ganz Deutschland.
Castingsport
Der Kreisanglerverein Weißenfels ist im Bereich Castingsport einer der erfolgreichsten Vereine Deutschlands. Er beherbergt u. a. die Junioren-Vizeweltmeisterin und mehrfache deutsche Meisterin Stefanie Grimm sowie weitere erfolgreiche Sportler im Nachwuchsbereich.
Fußball
- Von 1955 bis 1960 spielte die BSG Fortschritt Weißenfels in der DDR-Oberliga.
- Der SSC Weißenfels ist ein weiterer Fußballverein der Stadt. Der Verein spielte in der Verbandsliga Sachsen-Anhalt.
- Der SV Rot-Weiß Weißenfels 1951 ist der zweiterfolgreichste Fußballverein der Stadt und spielte in der Landesliga Süd.
- Der Weißenfelser FV Schwarz-Gelb spielte in der Kreisoberliga Burgenland.

Handball
- Von 1955 bis 1960 spielte die BSG Fortschritt Weißenfels im Handball in der DDR-Oberliga und wurde mehrfach Meister.
- Bis 1939 spielte der Polizei VfL Weißenfels, später MSV Weißenfels, in den obersten Feldhandballligen und wurde 1932 deutscher Feldhandballmeister.
- Der Weißenfelser Handballverein '91 wurde 1991 gegründet.

Schach
Der Schachclub Roland 1919 nimmt mit fünf Erwachsenenmannschaften am Spielbetrieb teil und ist im Nachwuchsbereich sehr aktiv.

## Regelmäßige Veranstaltungen
- Heinrich-Schütz-Musikfest
- Weißenfelser Schlossfest

## Wirtschaft und Infrastruktur

### Verkehr

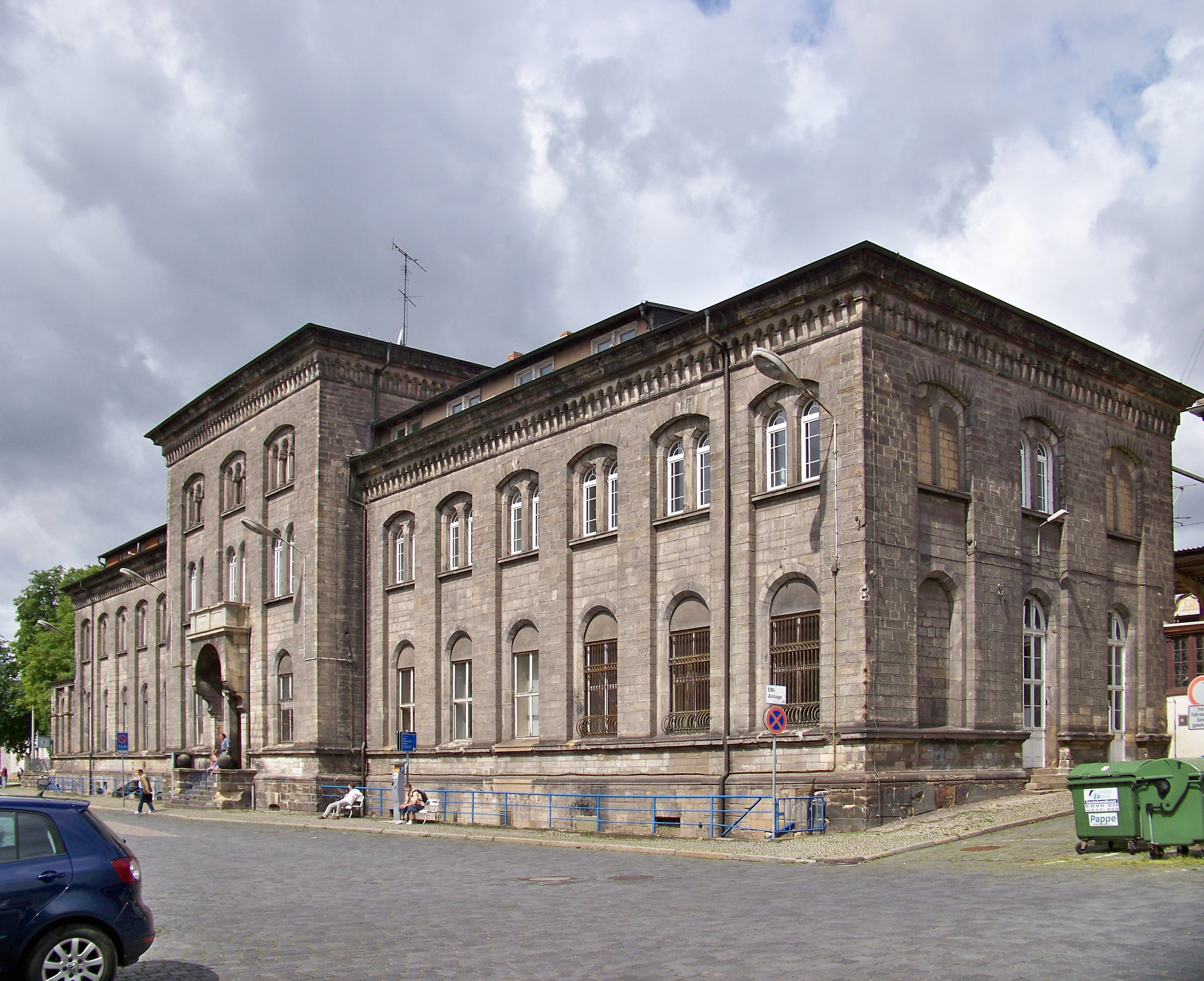
Empfangsgebäude des Bahnhofs

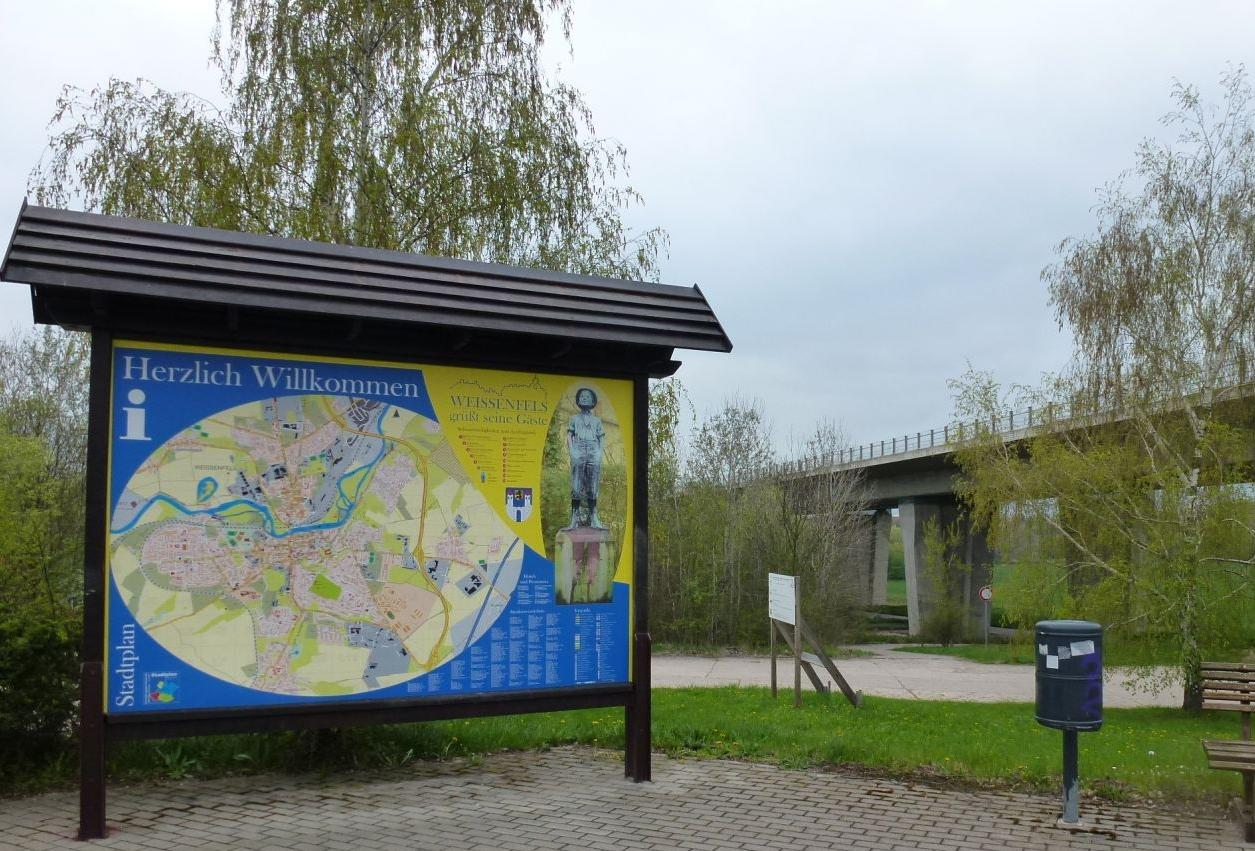
Saale-Brücke der B 91n

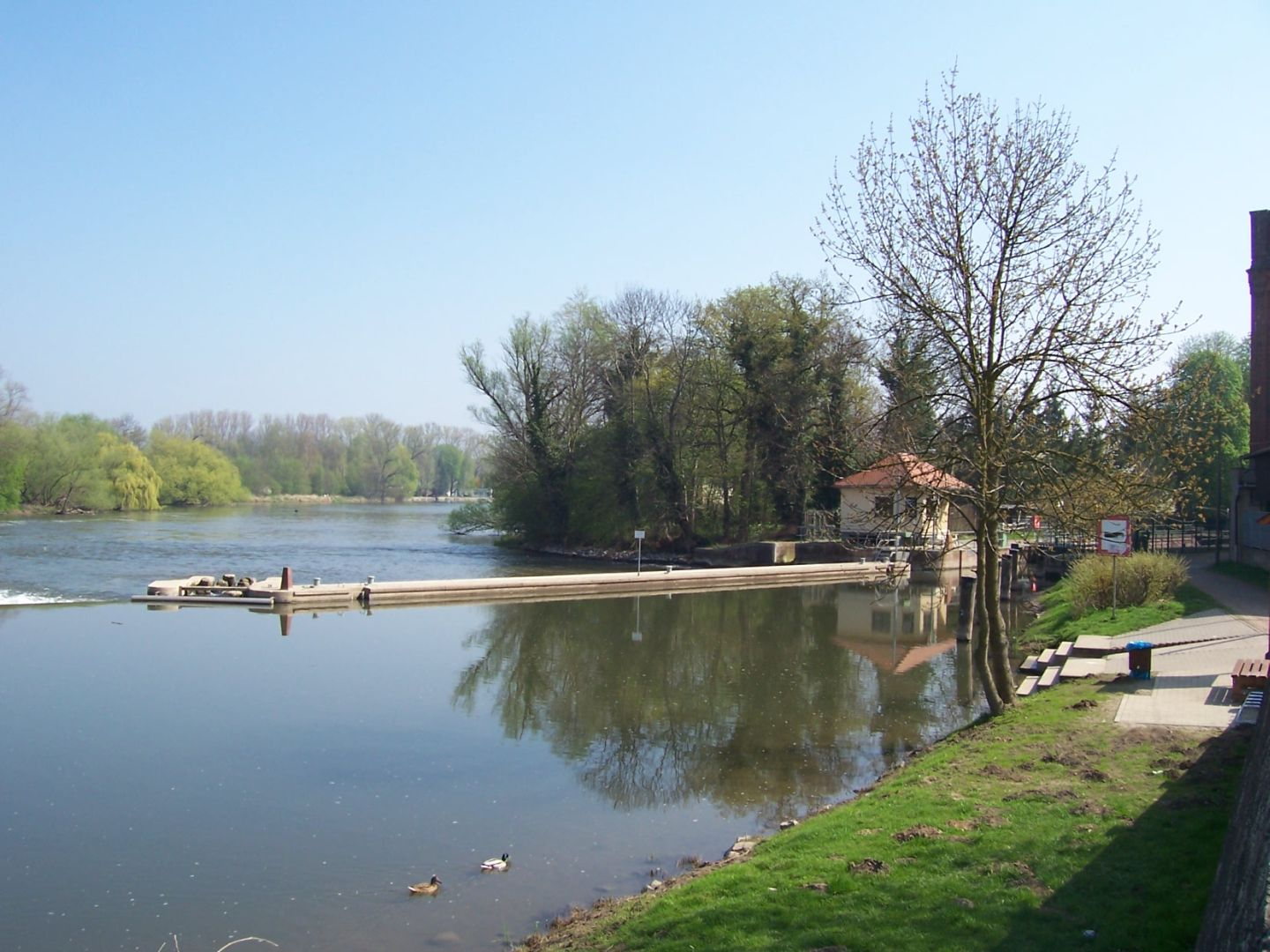
Beuditzmühlenschleuse

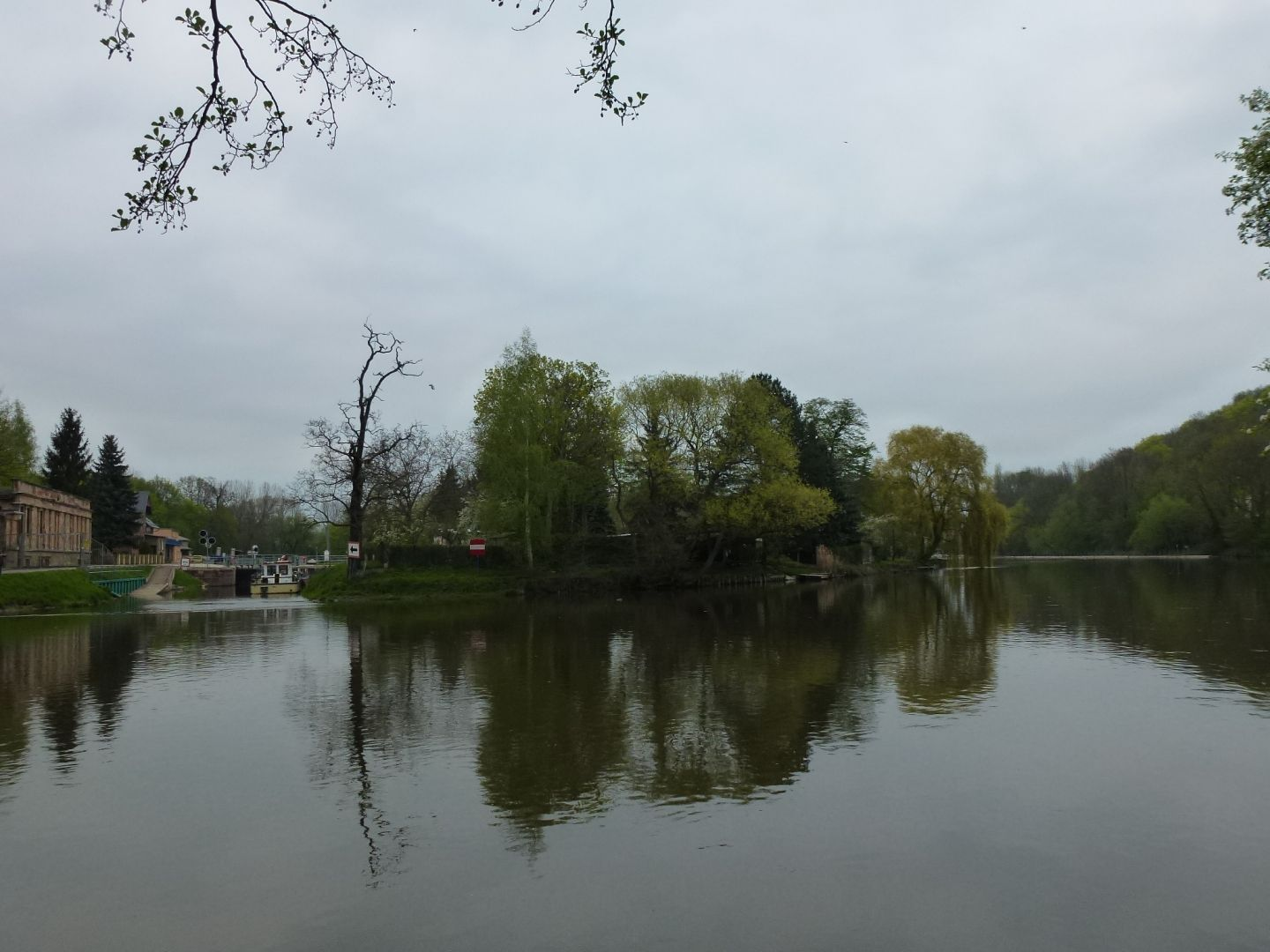
Herrenmühlenschleuse

In Weißenfels kreuzen sich die Bundesstraßen 91, 87 und 176. In Zentrumsnähe ist die Stadt an die Autobahnen 9 und 38 angebunden. Eine vierspurige Ortsumgehung mit Saalequerung (B 91n) wurde 1997 fertiggestellt und erfuhr im Jahr 2010 eine Erweiterung im Zuge der Anbindung an die B 176. Im Zentrum von Weißenfels queren eine Straßen- und eine Fußgängerbrücke (am Bahnhof) die Saale; die nächste Straßenbrücke flussaufwärts befindet sich in Naumburg, flussabwärts sind es die Brücken der B 91n und der A 38.
Der Bahnhof Weißenfels liegt an der 1846 eröffneten Thüringer Bahn. Es halten je fünf Intercity-Züge Richtung Nürnberg und Leipzig sowie ein ICE nach Berlin auch in Weißenfels. Im Regionalverkehr sind Leipzig, Halle, Erfurt, Eisenach, Jena, Saalfeld und Zeitz ohne Umsteigen erreichbar. Als Folge der Gemeindegebietsreform befinden sich nunmehr zwei weitere Haltepunkte der Regionalverkehrsstrecke Halle-Erfurt auf dem Gebiet der Stadt Weißenfels – in den Ortsteilen Großkorbetha und Leißling, weitere Haltepunkte sind in Weißenfels-West und im Ortsteil Langendorf an der Strecke Weißenfels–Zeitz.
Der öffentliche Personennahverkehr wird unter anderem durch den PlusBus des Landesnetzes Sachsen-Anhalt erbracht. Folgende Verbindung führt, betrieben von der Personenverkehrsgesellschaft Burgenlandkreis, ab Weißenfels:
- Linie 800: Weißenfels ↔ Borau ↔ Zorbau ↔ Granschütz ↔ Webau ↔ Hohenmölsen

Der nächstgelegene Flughafen ist der rund 45 km entfernte Flughafen Leipzig/Halle.
Die Saale im Stadtgebiet, früher ein bedeutender Handelsweg, ist heute eine Landeswasserstraße nur noch von Bedeutung für den Wassertourismus. Drei Schiffsschleusen befinden sich auf dem Territorium der Stadt, die Herrenmühlenschleuse, die Brückenmühlenschleuse und die Beuditzmühlenschleuse. Eine weitere, die Oeblitzschleuse liegt zwischen Schönburg (Saale) und dem Ortsteil Leißling.

### Ansässige Unternehmen

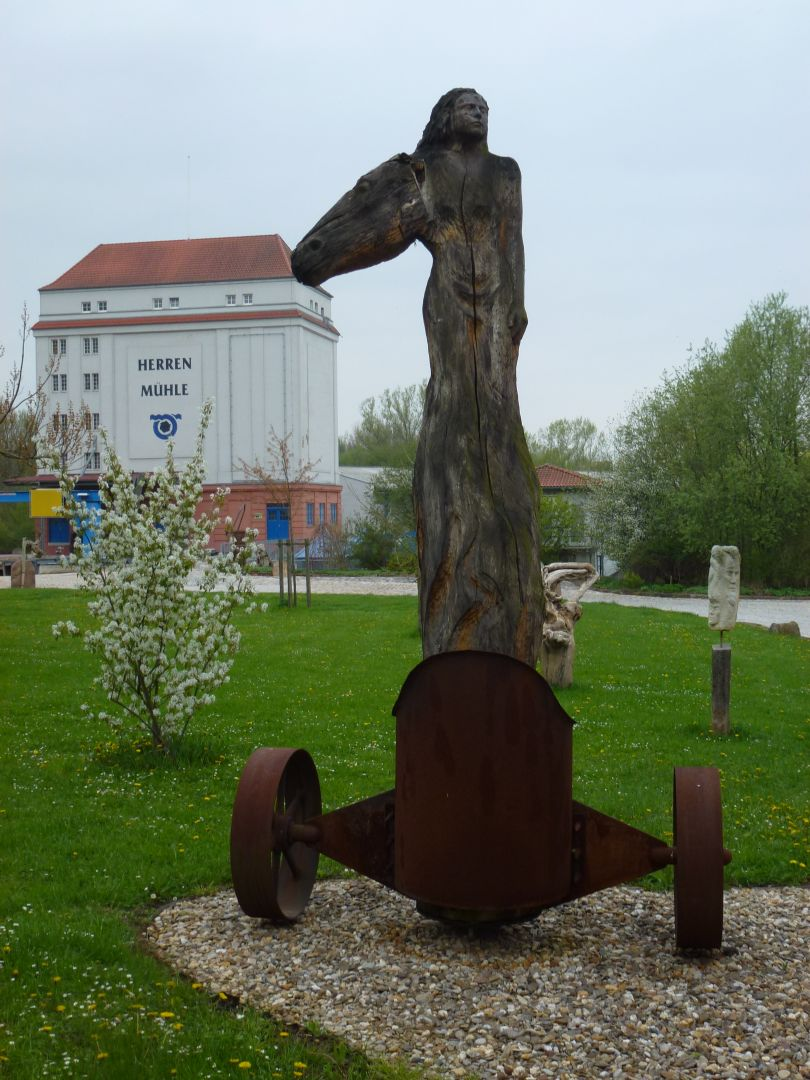
Herrenmühle

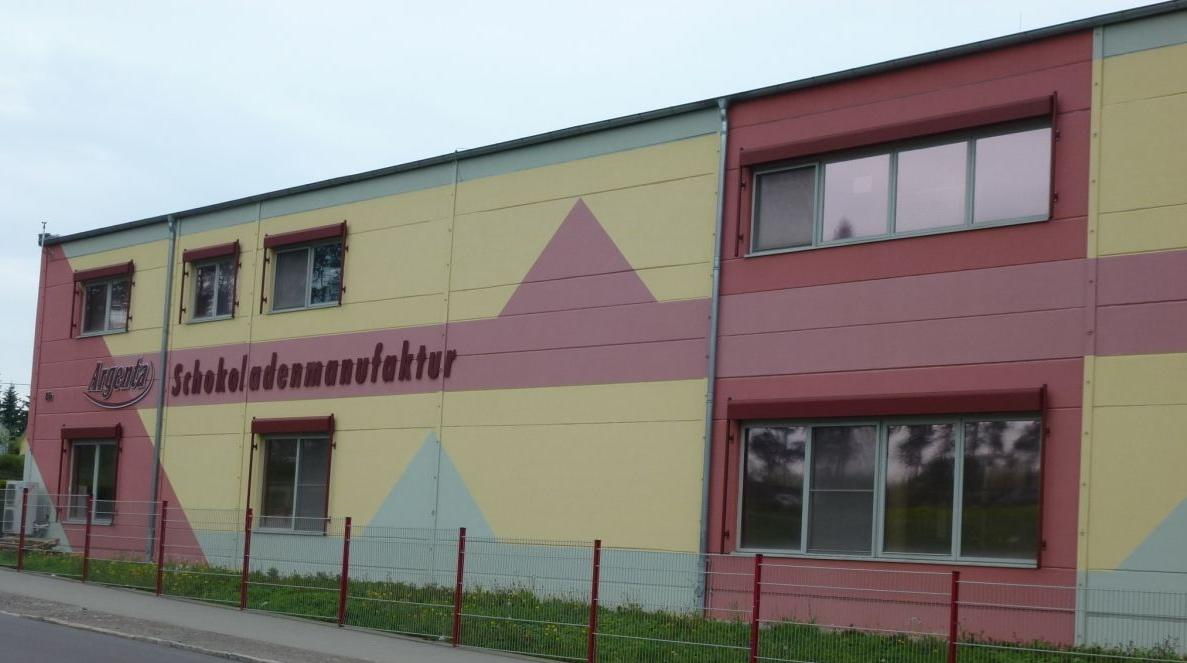
Argenta Schokoladenmanufaktur

Die in Weißenfels traditionell ansässige Schuhindustrie (deshalb Schuhmuseum im Schloss Neu-Augustusburg) konnte sich nach 1991 nicht mehr behaupten. Vielmehr wurde (die zum Teil auch schon vorhandene) Lebensmittelindustrie zunehmend ausgebaut. Inzwischen wurde aufgrund der sich hier zentrierenden Lebensmittelbranche ein Netzwerk der Lebensmittelindustrie für den Süden des Landes Sachsen-Anhalt gegründet. Daneben wurden auch andere Industriezweige stabilisiert und ausgebaut. Geplant ist ferner ein interkommunales Gewerbegebiet direkt an der Bundesautobahn A 9.

#### Lebensmittelindustrie
- Tönnies Fleischwerk
- Mitteldeutsche Erfrischungsgetränke GmbH & Co. KG (Leisslinger Mineralbrunnen)
- Frischli Milchwerk Weißenfels GmbH
- Argenta Schokoladenmanufaktur GmbH

#### Sonstige Industrie
- Schüco International KG, Bauzulieferer
- Drakena GmbH (früher Nollsche Werke), Kleineisenwaren
- Fertigungstechnik Weißenfels GmbH (FTW), Maschinenbau

### Gesundheitswesen

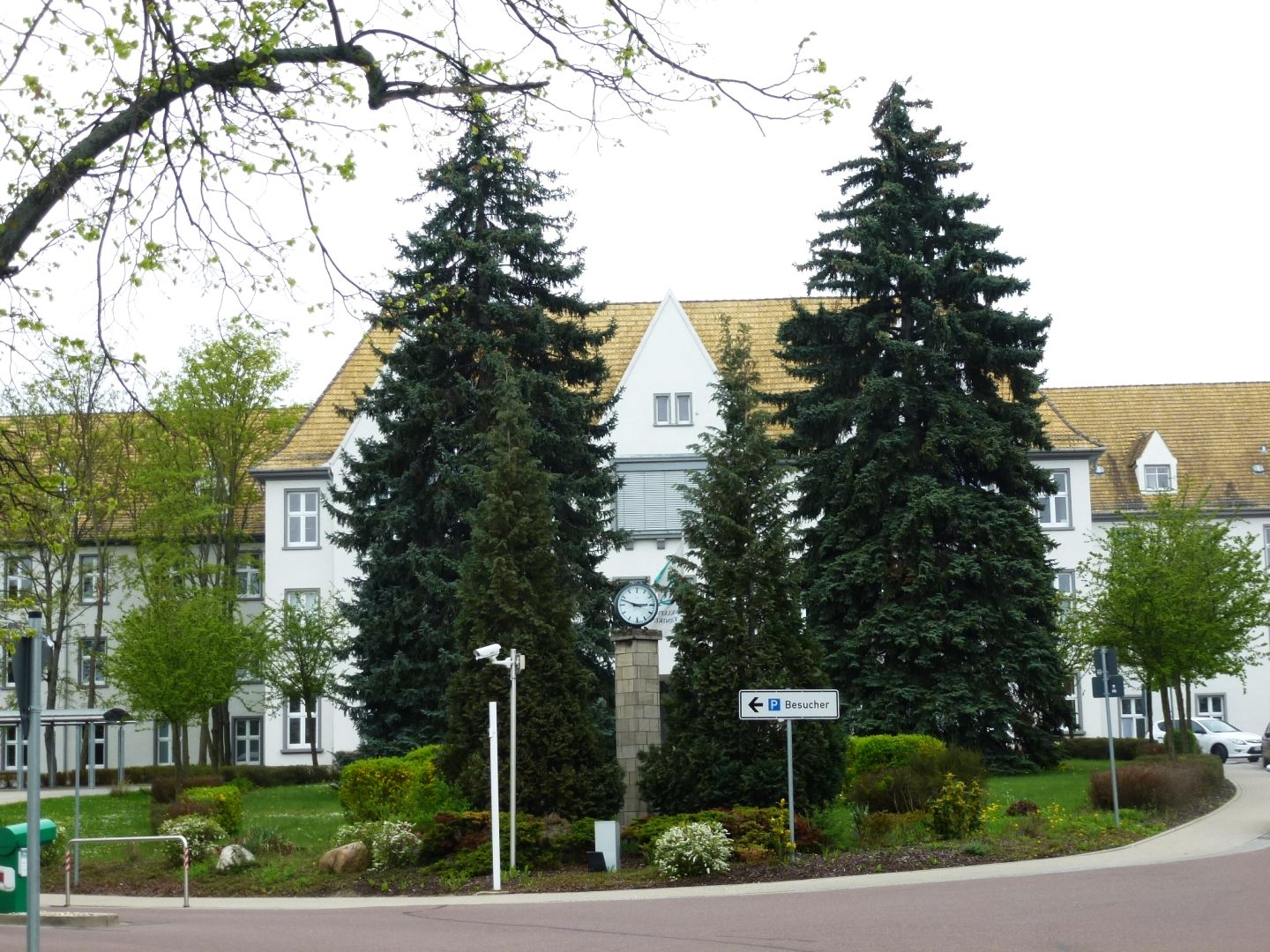
Asklepios-Klinik

Die Asklepios-Klinik Weißenfels ist ein Krankenhaus der Schwerpunktversorgung. Sie fungiert als Akademisches Lehrkrankenhaus der Martin-Luther Universität Halle-Wittenberg. Sie besitzt ein zertifiziertes Brust-, Darm- und Prostatakarzinomzentrum sowie ein Medizinisches Versorgungszentrum.
In der Stadt existiert ein Medizinisches Bildungszentrum mit Berufsschule und Berufsfachschule.

### Bundeswehr
In der Sachsen-Anhalt-Kaserne sind das Kommando Sanitätsdienstliche Einsatzunterstützung sowie Teile des Sanitätsregiments 1 stationiert. Es ist der größte Sanitäts-Standort der Bundeswehr in Deutschland.

### Freiwillige Feuerwehr
Die Freiwillige Feuerwehr Weißenfels wurde im November 1863 gegründet und ist hinsichtlich Einsatzzahlen und Größe die größte Feuerwehr im Burgenlandkreis. Die Feuerwache Weißenfels befindet sich in der Leopold-Kell-Straße und ist rund um die Uhr mit hauptamtlichen Einsatzkräften besetzt. Tagsüber stehen ein Wachabteilungsleiter und fünf Einsatzkräfte, nachts ein Wachabteilungsleiter und zwei Einsatzkräfte zur Verfügung und können im Einsatzfall sofort ausrücken. Insgesamt sind 17 hauptamtliche Einsatzkräfte im 24-Stunden-Schichtdienst tätig. Bei größeren Einsätzen kommen die ehrenamtlichen Einsatzkräfte zum Einsatz. Weiterhin stellen 13 weitere Ortsfeuerwehren den Brandschutz in den Ortschaften sicher. Im Präsenzbereich der Feuerwehr Weißenfels liegt u. a. die BAB 9, BAB 38, B 91, B 87, B 176, mehrere Industriegebiete, ein Klinikum der Schwerpunktversorgung, die Thüringer Bahn mit mehreren Hauptgleisen (ICE-Hauptstrecke), die Saale sowie ein Güter- und Gefahrgutbahnhof.

### Medien
- BLK Regional TV – das Regionalfernsehen im südlichen Sachsen-Anhalt; lokales Fernsehprogramm für den Großteil des Burgenlandkreises, empfangbar über die regionalen Kabelnetzanbieter sowie per Online-Streaming
- Mitteldeutsche Zeitung mit Regionalredaktion in Weißenfels

### Wirtschaft und Migration
In Weißenfels leben insgesamt circa 41.300 Einwohner, davon 5.700 Ausländer. Der Ausländeranteil entspricht daher etwa 14 %. Von den 5.700 Einwohnern sind circa 4.400 EU-Bürger, was einem prozentualen Anteil von 78 % entspricht (Stand 11/2019).
Die Zahl der ausländischen Einwohner hat sich in den Jahren von 1990 bis 2005 um 171 % erhöht. Durch den hohen Anteil an Menschen mit einem Migrationshintergrund konnte der Bevölkerungsrückgang in Weißenfels stabilisiert werden. Grund für dieses Wachstum sind die Arbeitsmöglichkeiten in Weißenfels, vor allem die Arbeitsplätze im Lebensmittelsektor. Hier können die Tönnies Zerlegungs GmbH, die frischli Milchwerk Weißenfels GmbH oder die Agenta Schokoladenmanufaktur GmbH als Beispiele genannt werden. Insbesondere die Tönnies Zerlegungs GmbH beschäftigt hierbei zugezogene Bevölkerungsgruppen in Form von Leiharbeitern. Demnach wird auch ein nicht zu vernachlässigender Anteil der Kaufkraft in Weißenfels durch Migranten und Bürger mit ausländischer Staatsbürgerschaft bestimmt.

## Öffentliche Einrichtungen, Verwaltung
Weißenfels ist:
- Sitz des Amtsgerichtes

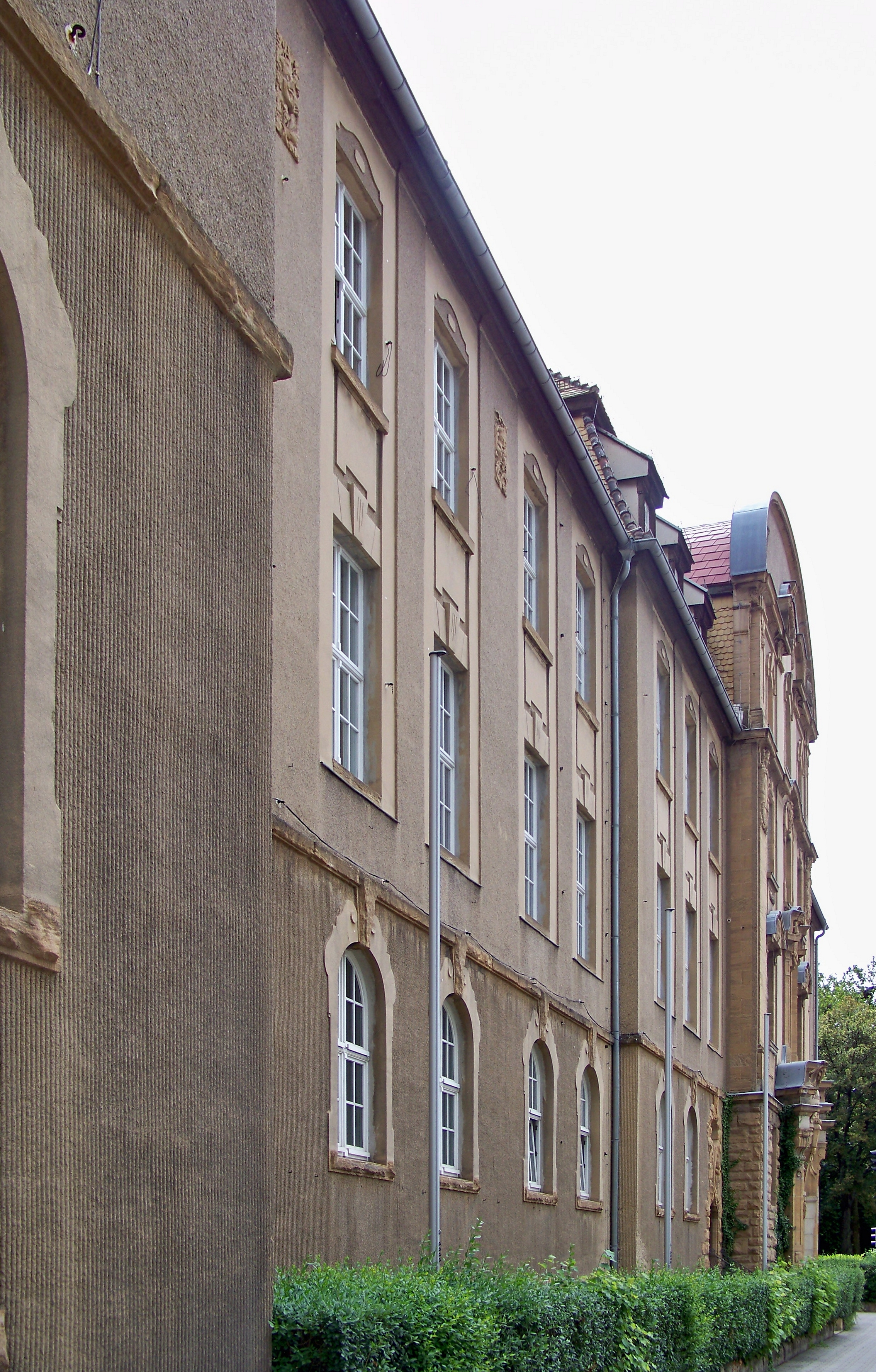
Amtsgericht

- Sitz des Dezernates II des Burgenlandkreises, bestehend aus
  - Veterinär- und Lebensmittelüberwachungsamt
  - Kreisplanungsamt
  - Amt für Immissionsschutz und Abfallwirtschaft
  - Amt für Gewässerschutz
  - Bauordnungsamt
- Sitz des Polizeireviers für den Burgenlandkreis
- Sitz des Bundesautobahn – Polizeireviers Weißenfels
- Sitz der Autobahnmeisterei Weißenfels als Organisationseinheit des Landesbetrieb Bau Sachsen-Anhalt
- Sitz der Standortverwaltung der Bundeswehr, sowie des Sanitätskommandos III für den Wehrbezirk Ost (Sachsen-Anhalt-Kaserne)
- Sitz der Führerscheinstelle des Burgenlandkreises
- Sitz des Amtes für Landwirtschaft, Flurneuordnung und Forsten Süd
- Zweigstelle des Zollamtes

## Bildung

### Schulen

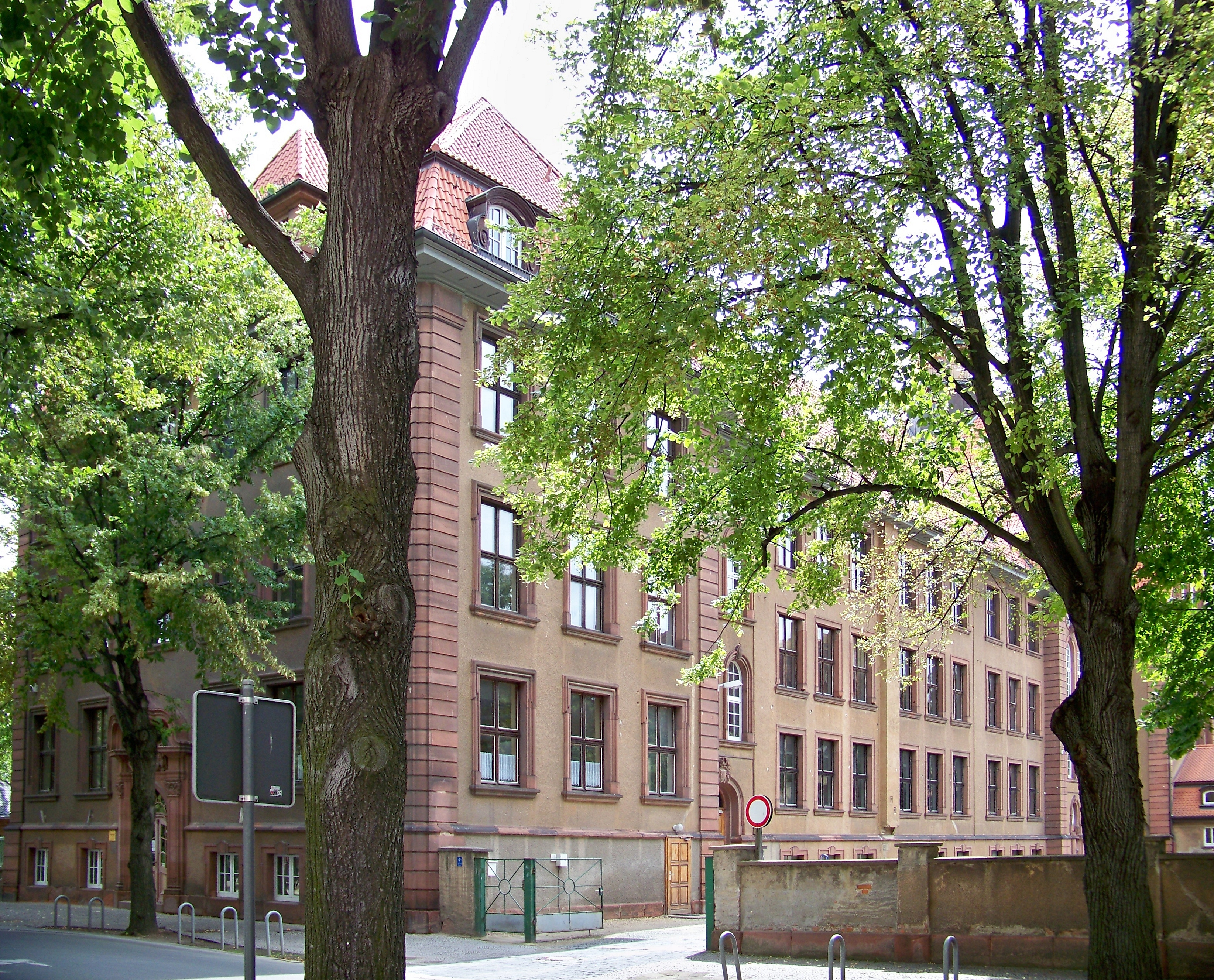
Goethegymnasium

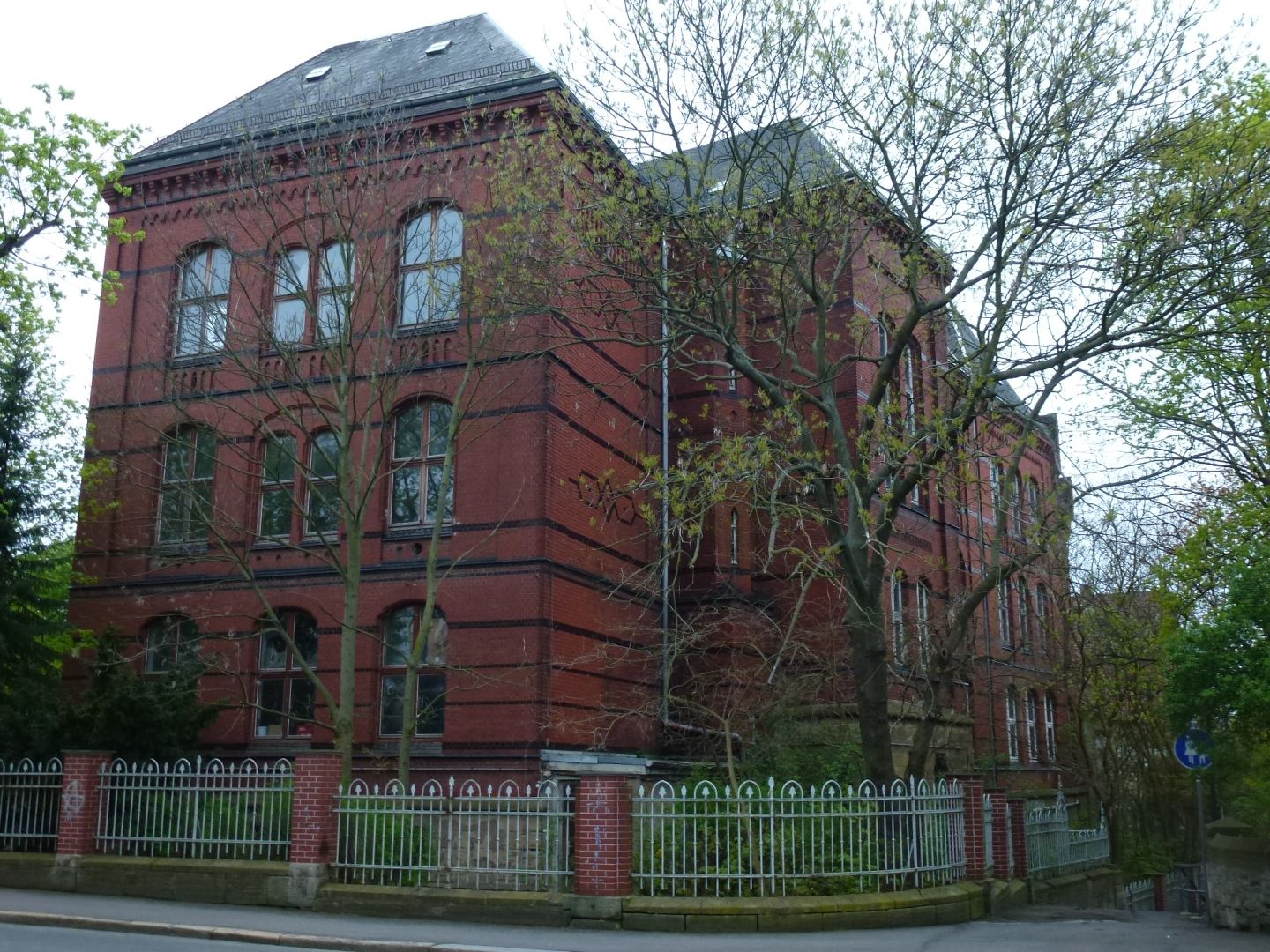
Bergschule

In Weißenfels gibt es seit etwa 300 Jahren ein Gymnasium. Das erste Gymnasium erhielt den Namen Gymnasium Illustre Augusteum (nach dem Herzog benannt) und hatte zu seiner Zeit fast die Bedeutung einer Universität. Nach dem Tod des Herzogs sank die Bedeutung des Augusteums zum normalen Gymnasium herab. Später wurde das Augusteum durch das heute bestehende Goethegymnasium ersetzt.
Zu DDR-Zeiten gab es des Weiteren in Weißenfels ein Institut für Lehrerbildung (IfL), sowie eine Ingenieurschule, die sich vor allem auf die Ausbildung im Schuhgewerbe spezialisiert hatte.
Eine Umwandlung des Institutes für Lehrerbildung in eine Pädagogische Hochschule scheiterte nach 1990.
Die Ingenieurschule ist nach 1990 in die Berufsbildenden Schulen (BBS) als Berufsfach- und Berufsschule aufgegangen.
Heute gibt es in Weißenfels folgende Bildungseinrichtungen:
- Goethegymnasium
- Albert-Einstein Schule (Grundschule)
- Bergschule (Grundschule)
- Herderschule (Grundschule)
- Beuditzschule (Sekundarschule)
- Neustadtschule (Sekundarschule)
- Ökowegschule (Ganztags-Sekundarschule)
- Wirtschaftsgymnasium (zu den berufsbildenden Schulen BBS gehörend)
- Pestalozzischule (Förderschule)
- Schlossgartenschule (Förderschule)
- Freie Evangelische Schule (Grundschule)

### Weiterführende Schulen
- Berufsbildendeschule (BBS)
- Berufsfachschule (BBS)
- Fachschule (BBS)
- Fachoberschule (BBS)
- Medizinisches Bildungszentrum (MBZ)(Medizinfachschule mit Fachoberschule)
- Außenstelle der Hochschule St. Elisabeth Bratislava (Medizinfachhochschule)

### Museen und Gedenkstätten

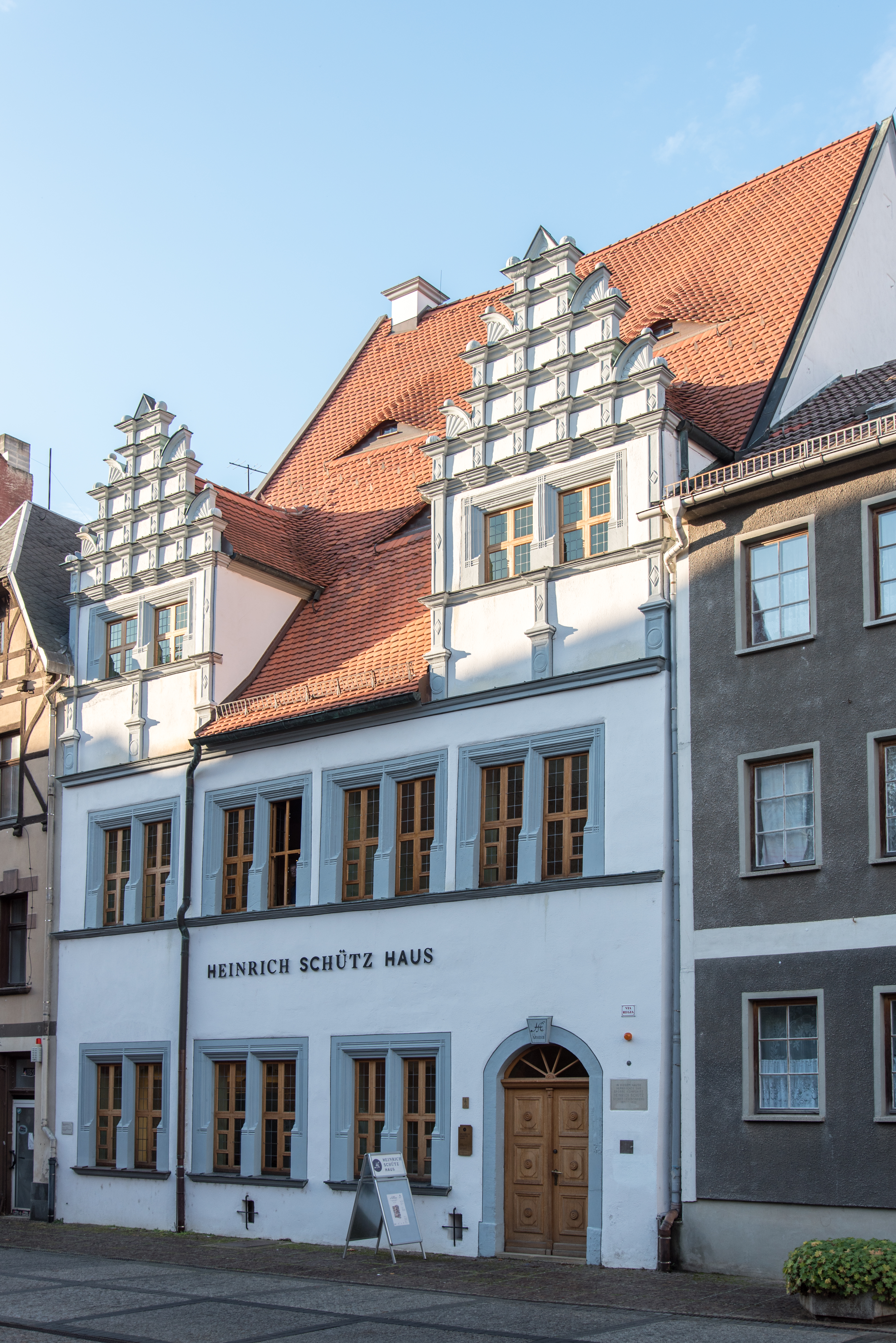
Heinrich-Schütz-Haus in der Nikolaistraße

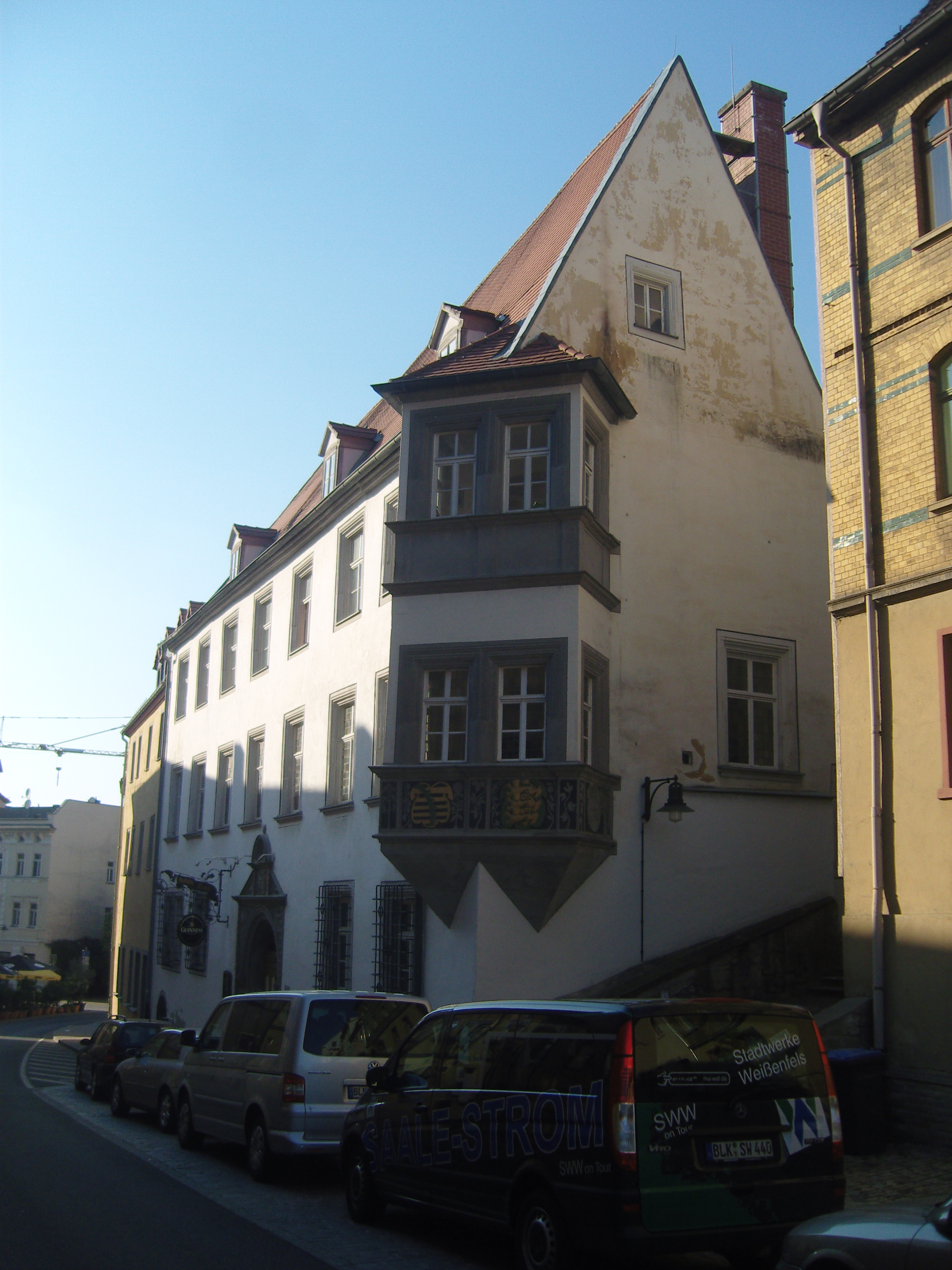
Geleitshaus

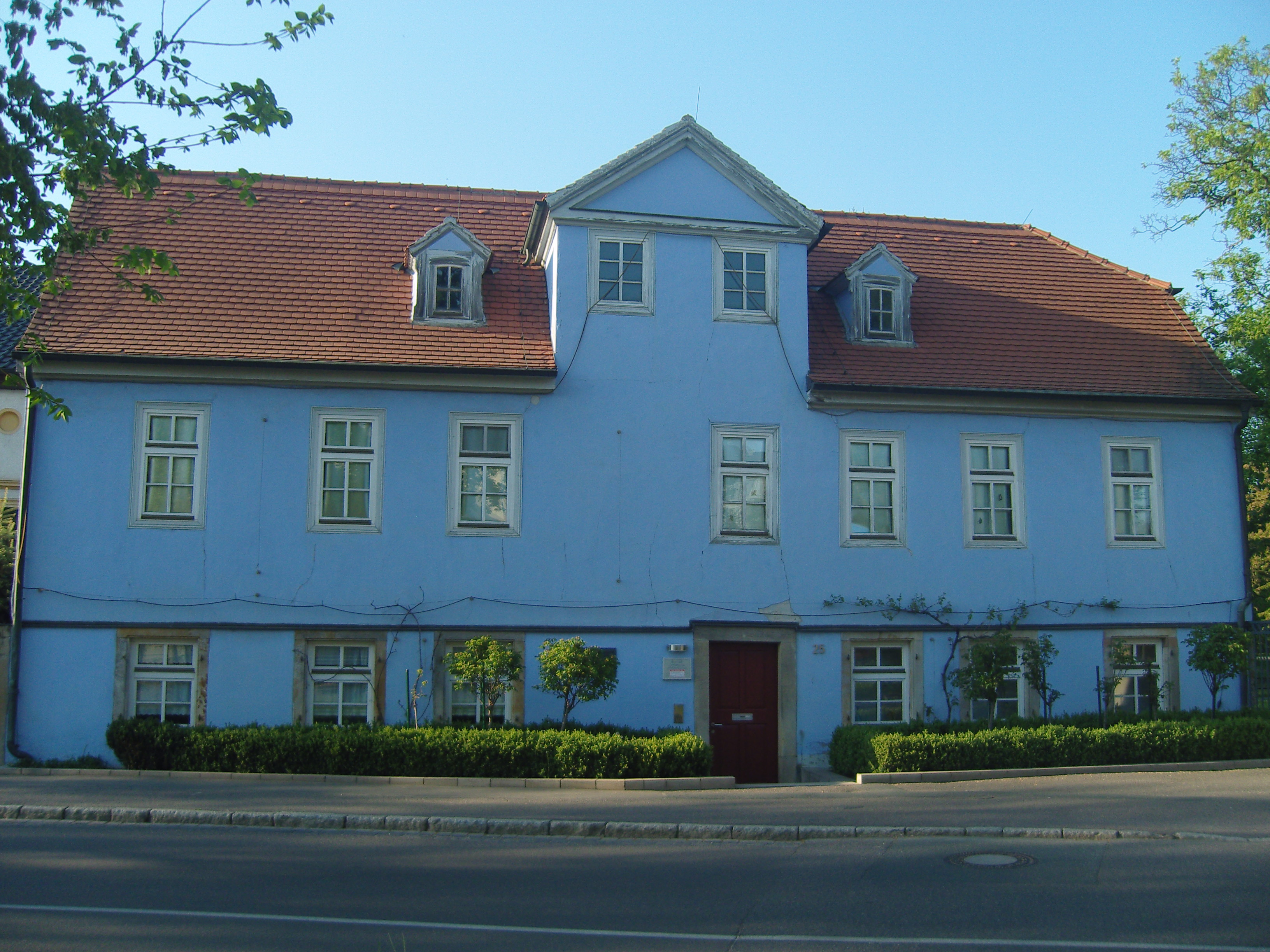
Louise-von-François-Gedenkstätte

- Schuhmuseum und Stadtmuseum im Schloss Neu-Augustusburg
- Museum im Heinrich-Schütz-Haus Weißenfels
- Museum im Geleitshaus Weißenfels mit Diorama der Schlacht bei Lützen
- Orgelbaumuseum zur Firma Ladegast
- Novalis-Gedenkstätte
- Louise-von-François-Gedenkstätte

### Bibliotheken
- Die Stadtbibliothek im Novalishaus umfasst etwa 42.000 Bücher, Zeitschriften, Tonträger und sonstige Medien.[41]

## Film
- Die Weißenfelser Geschichte der ersten Jahre nach der Wende wurde mit dem am 1. Oktober 1995 in der ARD erstmals gezeigten Dokumentarfilm Der lange Abschied von der DDR. Weißenfels 1990–1995 dargestellt.
- Am 30. Oktober 2009 strahlte der spanische Fernsehsender La 2 der Rundfunkanstalt rtve eine Reportage mit dem Titel „Veinte años sin muro“ (deutsch: „Zwanzig Jahre ohne Mauer“) der Journalistin Pilar Requena aus. Allerdings zeigen nur einige kurze Abschnitte Orte in Weißenfels sowie ihre Bürger (Schuhkombinat „Banner des Friedens“ ab 00:38 Min.; Simon Werbung ab 07:00 Min.; Rathaus ab 30:53 Min.; Bürgermeister Robby Risch ab 31:16 Min.; Simon Werbung ab 31:40 Min.; Schokoladenmanufaktur Argenta ab 33:06 Min.).[42] Die MZ berichtete am 27. Juni 2009 von den Dreharbeiten.[43]
- Reportage „Hinter der Fassade der Fleischindustrie“ von Carina Huppertz und Holger Lühmann, Kamera: Torsten Backofen, Michael Damm, Carina Huppertz für mdr Exakt.
- Für den am 28. April 2021 erstausgestrahlten, in Leipzig spielenden Film Die unheimliche Leichtigkeit der Revolution (Drehbuch: Thomas Kirchner, Regie: Andy Fetscher, nach dem 2017 erschienenen Buch „Die unheimliche Leichtigkeit der Revolution: Wie eine Gruppe junger Leipziger die Rebellion in der DDR wagte“ von Peter Wensierski aus dem Jahr 2017) wurden 2020 in der Weißenfelser Weinbergstraße Aufnahmen gemacht.